# 2014 en els vols espacials
Aquest article és una llista d'esdeveniments de vols espacials relacionats que es van produir el 2014.
En aquest any es va veure el vol inaugural de l'Angara, Antares 120 i Antares 130.
Un Ariane 5 ES va llançar el Georges Lemaître Automated Transfer Vehicle, l'últim de la sèrie, que també va marcar 60è llançament amb èxit de l'Ariane 5 consecutiu.
El 22 d'agost de 2014, Arianespace va llançar el primer dels dos satèl·lits Full Operational Capability Galileo pel sistema de navegació per satèl·lit europeu.
El 5 de desembre de 2014, un Delta IV Heavy de United Launch Alliance va llançar a l'espai la primera nau espacial Orion com a missió de prova per a la NASA, el Exploration Flight Test 1.

## Vols espacials tripulats

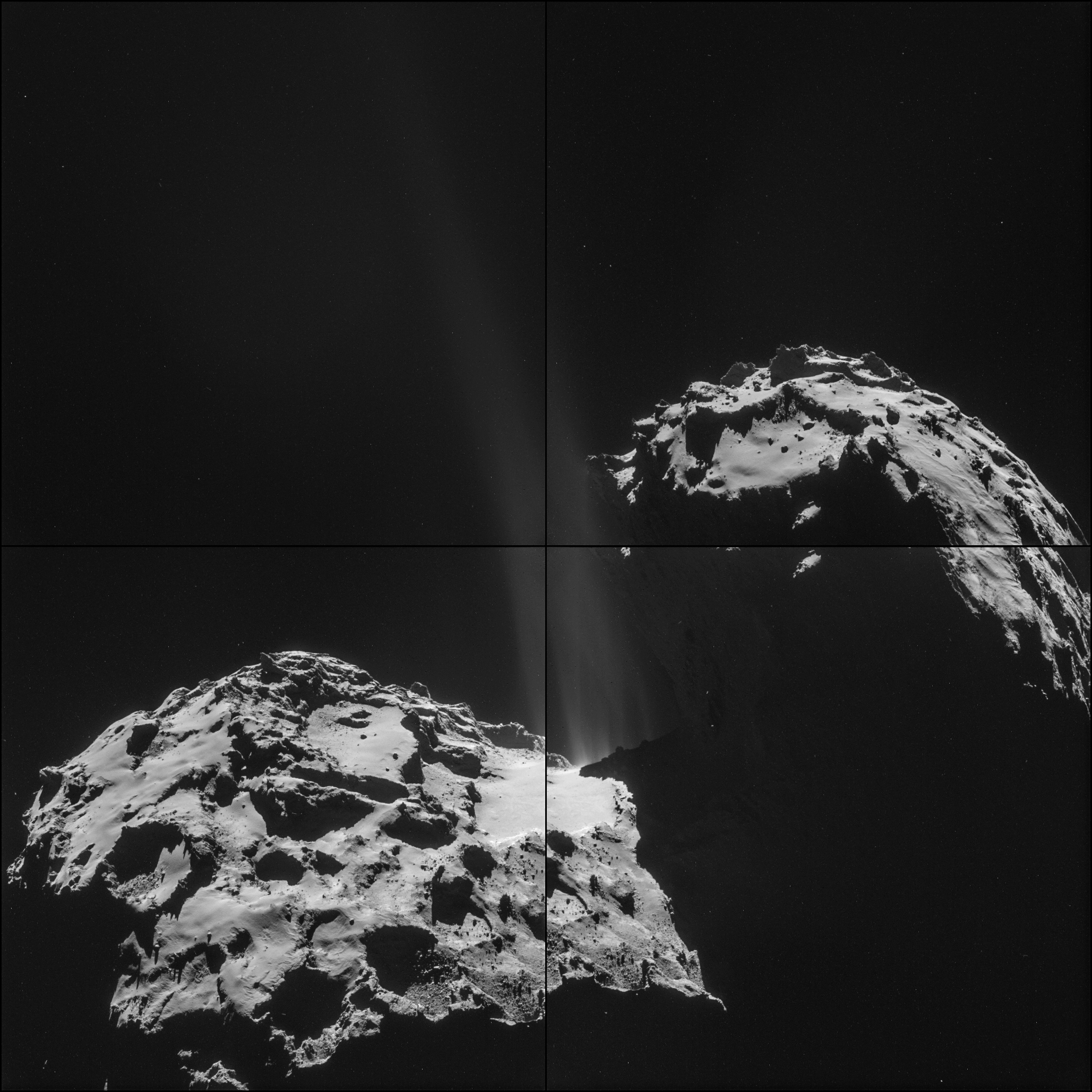
La geografia erràtica i les expulsions de gas pel nucli del cometa 67P/Txuriúmov-Herassimenko fotografiat per Rosetta.

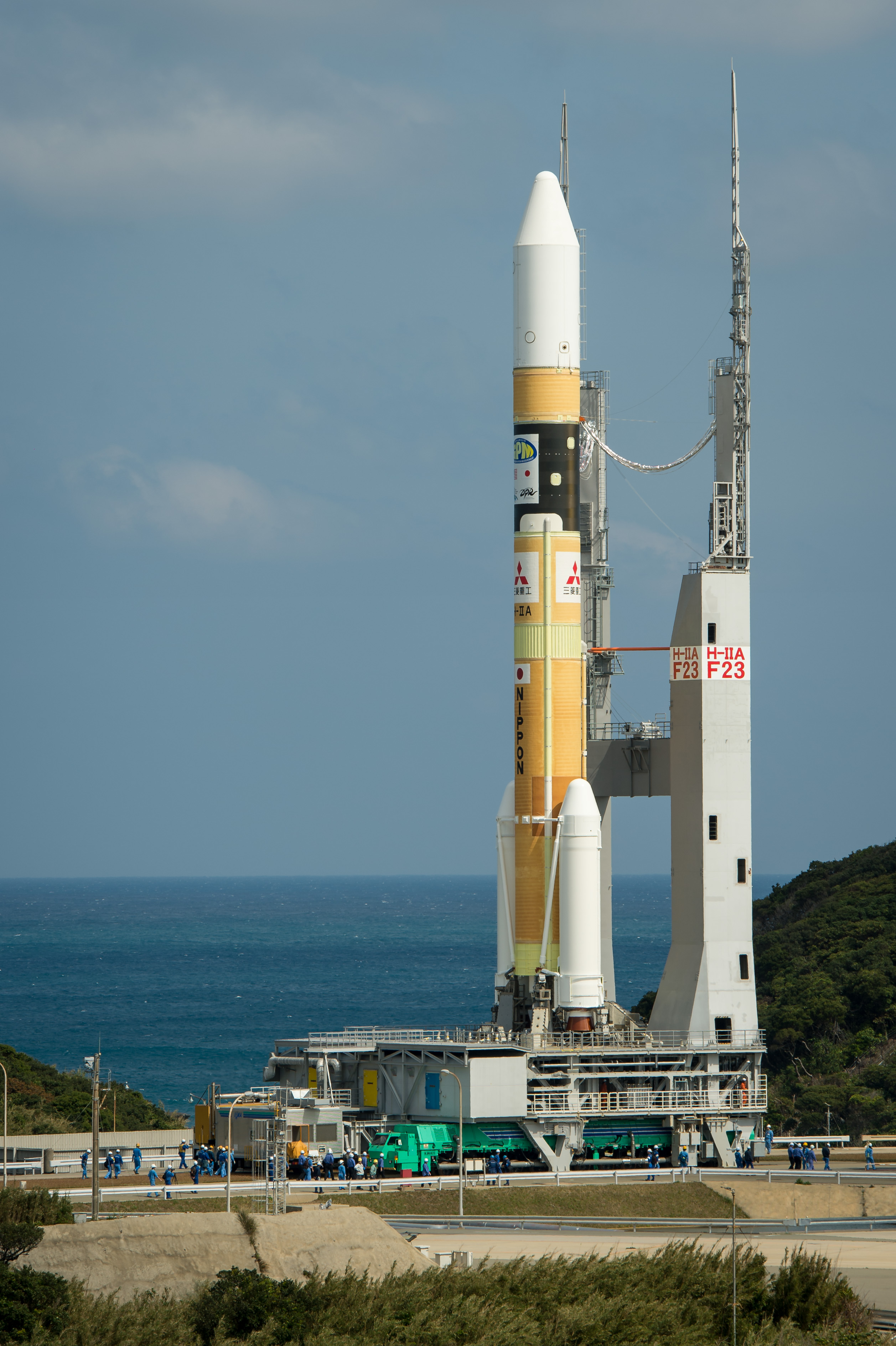
Els preparatius del llançament de satèl·lit nipoamericà GPM Core Observatory per un llançador japonès H-IIA.

En el 2014 es van realitzar quatre llançaments orbitals tripulats, tots amb èxit, transportant un total de 12 astronautes a l'òrbita. Totes aquestes missions van utilitzar naus espacials Soiuz russes.
L'última nau de càrrega espacial de l'Agència espacial europea, l'ATV Georges Lemaitre, va ser llançat el 29 de juliol. La nau espacial Orion va efectuar el 5 de desembre una primera prova sense tripulació ni mòdul de servei realitzant dues òrbites al voltant de la Terra per a continuació, realitzar una reentrada atmosfèrica a gran velocitat en el context de la missió EFT 1. La nau Orion va realitzar un vol d'aproximadament 4,5 hores. El vol va ser dissenyat per ajudar els enginyers a provar sistemes clau a bord de la nau espacial que podria ser necessària durant les missions tripulades. La càpsula va aconseguir una altitud de 5793 quilòmetres, sent la primera vegada que una nau espacial de la NASA dissenyada per a ser tripulada en el futur ha estat fora de l'òrbita baixa de la Terra en més de 40 anys.
Un coet de construcció privada que portava una càpsula que proveïa de subministraments per a l'Estació Espacial Internacional va explotar just després de l'enlairament el 28 d'octubre. L'explosió del coet Antares, al Wallops Flight Facility de la NASA, a Virgínia, va marcar el primer contratemps important en el programa de subministrament comercial de la NASA. El coet d'Orbital Sciences Corp va destruir la robòtica de la nau espacial de càrrega Cygnus amb destinació a l'estació espacial. L'empresa va entrar posteriorment en el procés de substitució dels motors russos utilitzats per alimentar la primera etapa d'Antares abans de llançar-ne més. Els experts van creure que el problema es va produir en els motors AJ26 del coet. Representants d'Orbital Sciences van comprar espai a bord de dos coets Atlas V de United Launch Alliance que volarien dues vegades a l'estació espacial en 2015. Orbital Sciences estimava que els Antares poguessin començar a volar de nou en 2016.
Virgin Galactic va experimentar un accident tràgic en 2014. L'avió espacial de la companyia, anomenat SpaceShipTwo es va desintegrar amb dos pilots a bord durant un vol de prova. El pilot de proves Michael Alsbury va morir durant l'accident, però Peter Siebold va sobreviure a l'accident. L'avió espacial prototip va ser destruït en l'accident en el desert de Mojave a Califòrnia. La Junta Nacional de Seguretat en el Transport va investigar la causa de la tragèdia. Els resultats inicials de la investigació van mostrar que les ales de la nau es van moure en una posició cap avall massa aviat, creant fricció. Això pugues haver estat la causa del trencament de la nau. Virgin Galactic va vendre més de 700 bitllets per als entusiastes de l'espai per volar a bord de SpaceShipTwo quan la nau va començar les seves operacions comercials. Els bitllets es venen actualment en $250.000 dòlars.
La NASA va declarar que les companyies de vols espacials privats Boeing i SpaceX començarien a volar astronautes nord-americans a l'Estació Espacial Internacional en 2017. L'agència espacial va atorgar el seu contracte tan esperat a dues empreses aquest any, aplanant el camí per llançar vols a l'estació espacial. SpaceX, Boeing, Sierra Nevada Corp. i Blue Origin han estat treballant per a un contracte comercial tripulat de la NASA. Els funcionaris de l'agència finalment van seleccionar a dues empreses, la concessió de $2,6 mil milions per SpaceX i $ 4,2 mil milions per Boeing, la qual cosa els va permetre continuar al programa. Els astronautes que treballen en l'estació espacial realitzarien una sèrie de caminades espacials per preparar a l'estació orbital per a l'arribada dels avions comercials en 2017. Tant la càpsula espacial del Boeing CST-100 i l'equip de transport Dragon V2 de SpaceX poden contenir fins a set astronautes.

## Exploració no tripulada

### Sondes interplanetàries
La sonda espacial europea Rosetta va sortir del seu estat d'hibernació en 2014 i va començar a orbitar el cometa 67P/Txuriúmov-Herassimenko l'agost de 2014. El mòdul de descens Philae es va posar sobre la superfície del cometa l'11 de novembre. La sonda de la NASA MAVEN es va situar en òrbita al voltant de Mart el 22 de setembre. La sonda índia Mars Orbiter Mission es va posar en òrbita al voltant del planeta Mart el 24 de setembre. L'agència espacial japonesa, la JAXA, va llançar el 3 de desembre la Hayabusa 2 que ha de transportar una mostra de sòl de l'asteroide Apollon (162173) 1999 JU3.

### Satèl·lits científics
La NASA va llançar el 2014 tres satèl·lits científics. GPM Core Observatory és un satèl·lit americanojaponès que ha d'exercir com a paper central la flota de satèl·lits del mesurament periòdics de les precipitacions a tot el planeta. OCO 2, el primer dels quals va ser destruït en el llançament de 2009, és un satèl·lit d'observació de la Terra de la NASA que ha de mesurar la quantitat de diòxid de carboni present en l'atmosfera de la Terra.

### Llançadors
Els dos primers vols de la nova família de llançadors russos Angarà van ser provats en 2014: un coet en versió 1.2 relativament molt potent es va llançar per primera vegada el 9 de juliol, a continuació, la versió pesant A5 va situar una càrrega artificial en òrbita geoestacionària el 23 de desembre. Aquests nous llançadors han de substituir progressivament el llançador Protó.

### Altres esdeveniments
Athena-Fidus és un satèl·lit de comunicacions militar desenvolupat conjuntament per França i Itàlia. El primer satèl·lit d'observació terrestre de la nova família dels Sentinel de l'ESA va ser situat en òrbita el 3 d'abril. La NASA va efectuar una prova d'un desacelerador inflable i un nou paracaigudes que podria ser utilitzat per a càrregues per sobre de les 2 tones sobre sòl marcià. La Xina va llançar el demostrador tecnològic Chang'e 5 T1 per provar el mòdul de reentrada lunar per a la missió de retorn de mostres Chang'e 5.
Un executiu de Google va trencar el rècord de salt en paracaigudes de major altitud a l'octubre. Alan Eustace, vicepresident de Google, va saltar de nou a 40 quilòmetres per sobre de Nou Mèxic, trencant el rècord anterior establert per Felix Baumgartner en 2012 com a part de la Red Bull Stratos. Eustace portava un vestit pressuritzat per al salt des de la vora de l'espai. El paracaigudista experimentat va trencar la barrera del so durant el seu salt, aconseguint una velocitat d'1,23. Els membres de l'equip d'Eustace en terra van escoltar una explosió sònica quan el paracaigudista va trencar la barrera del so. El salt d'Eustace des de la vora de l'espai va ser una sorpresa. A diferència del repte de Red Bull dos anys abans, Eustace no va fer publicitat de l'esdeveniment àmpliament, i només va emetre un comunicat de premsa anunciant el salt amb èxit després de l'acabament.

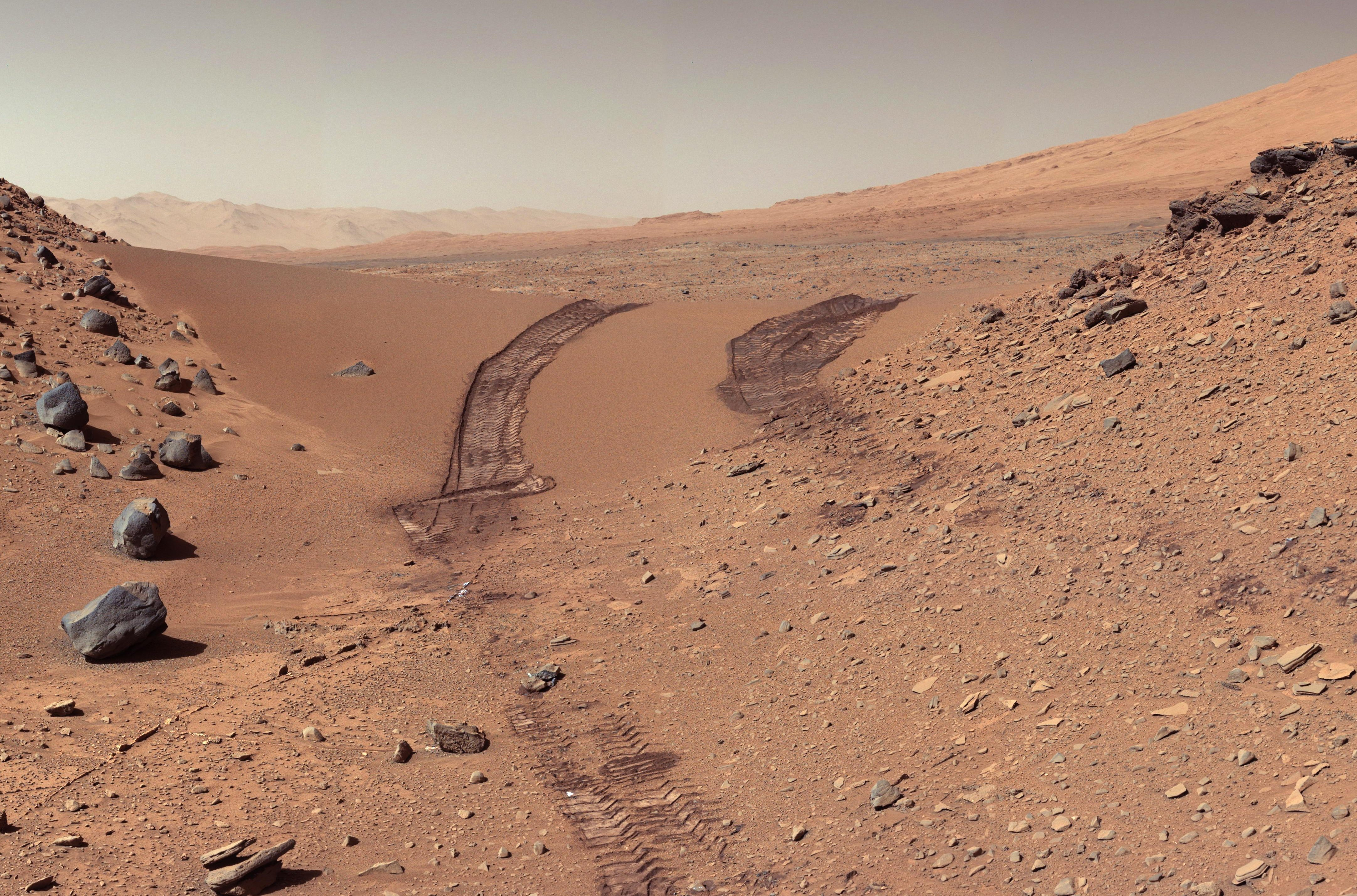
L'astromòbil marcià Curiosity va creuar una duna al febrer en un passatge batejat Dingo Gap.
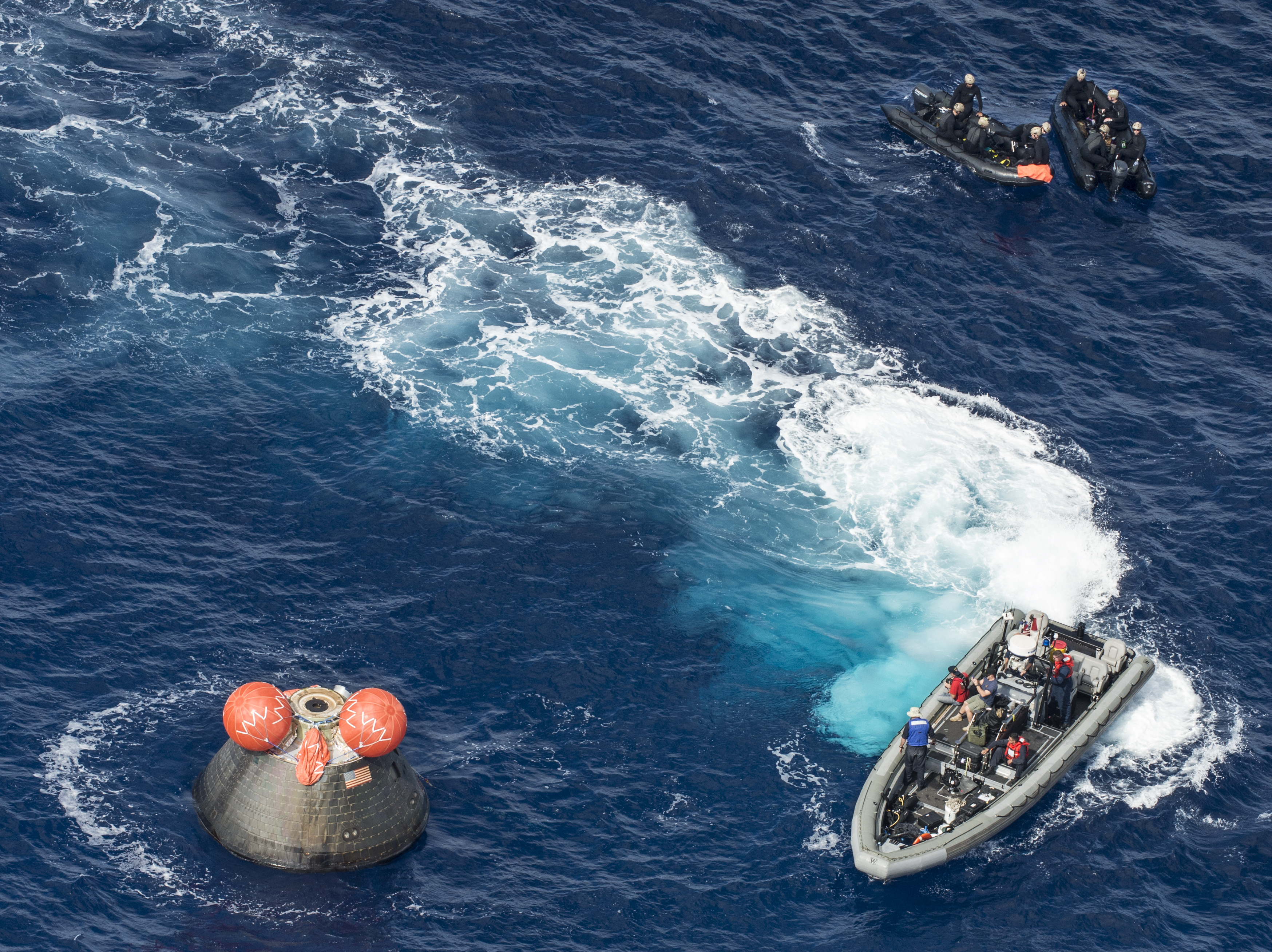
Recuperació de la nau Orion després del vol EFT 1
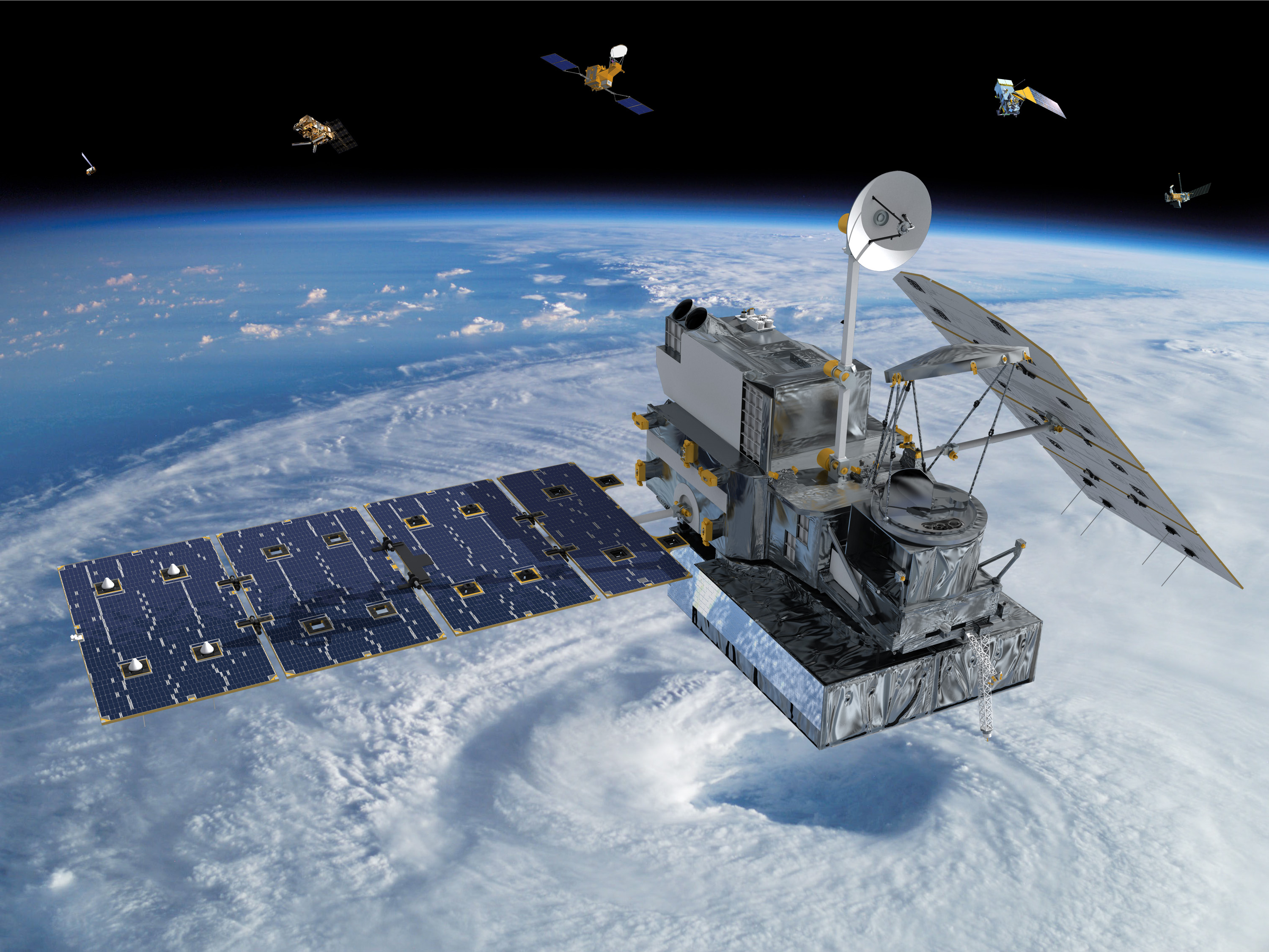
El satèl·lit GPM Core Observatory coordina el mesurament de les precipitacions mitjançant una flota de satèl·lits.

## Llançaments
| Data i hora (UTC)    | Coet | Coet                                        | Plataforma de llançament                 | Plataforma de llançament                 | LSP                           | LSP                                     |
| -------------------- | --- | ------------------------------------------- | ---------------------------------------- | ---------------------------------------- | ----------------------------- | --------------------------------------- |
| Data i hora (UTC)    | Càrrega útil | Operador                                    | Òrbita                                   | Funció                                   | Deteriorament (UTC)           | Resultat                                |
| Data i hora (UTC)    | Comentaris |                                             |                                          |                                          |                               |                                         |
| Gener                | |                                             |                                          |                                          |                               |                                         |
| 3 Gener              | Arrow III | Arrow III                                   | Negev                                    | Negev                                    | IAI                           | IAI                                     |
| 3 Gener              | | IAI/IDF                                     | Suborbital                               | Prova d'ABM                              | 3 Gener                       | Reeixit                                 |
| 3 Gener              | Segon vol de prova de l'Arrow-III |                                             |                                          |                                          |                               |                                         |
| 5 Gener 10:48:00     | GSLV Mk II | GSLV Mk II                                  | Satish Dhawan SLP                        | Satish Dhawan SLP                        | ISRO                          | ISRO                                    |
| 5 Gener 10:48:00     | GSAT-14 | ISRO                                        | Geosíncrona                              | Comunicacions                            | En òrbita                     | Operacional                             |
| 6 Gener 22:06:00     | Falcon 9 v1.1 | Falcon 9 v1.1                               | Cape Canaveral SLC-40                    | Cape Canaveral SLC-40                    | SpaceX                        | SpaceX                                  |
| 6 Gener 22:06:00     | Thaicom 6 | Thaicom (Shin Corporation)                  | Geosíncrona                              | Comunicacions                            | En òrbita                     | Operacional                             |
| 7 Gener              | Prithvi II | Prithvi II                                  | Integrated Test Range Launch Complex 3   | Integrated Test Range Launch Complex 3   | DRDO                          | DRDO                                    |
| 7 Gener              | | DRDO                                        | Suborbital                               | Prova de míssil                          | 7 Gener                       | Reeixit                                 |
| 7 Gener              | Apogeu: ~100 km |                                             |                                          |                                          |                               |                                         |
| 9 Gener 18:07:05     | Antares 120 | Antares 120                                 | MARS LP-0A                               | MARS LP-0A                               | Orbital Sciences              | Orbital Sciences                        |
| 9 Gener 18:07:05     | Cygnus CRS Orb-1 | Orbital Sciences/NASA                       | Terrestre Baixa (EEI)                    | Logística                                | 19 Febrer 18:20               | Reeixit                                 |
| 9 Gener 18:07:05     | ArduSat-2 | NanoSatisfi                                 | Terrestre Baixa                          | Tecnologia                               | 1 Juliol                      |                                         |
| 9 Gener 18:07:05     | Lituanica SAT-1 | VU                                          | Terrestre Baixa                          | Tecnologia                               | 28 Juliol                     |                                         |
| 9 Gener 18:07:05     | LitSat-1 | LSA, KTU, VGTU                              | Terrestre Baixa                          | Tecnologia                               | 22 Maig                       |                                         |
| 9 Gener 18:07:05     | SkyCube | SkyCube                                     | Terrestre Baixa                          | Tecnologia                               | 8 novembre                    |                                         |
| 9 Gener 18:07:05     | UAPSat-1 | UAP                                         | Terrestre Baixa                          | Tecnologia                               | 22 Maig                       |                                         |
| 9 Gener 18:07:05     | Flock-1 1 | Planet Labs                                 | Terrestre Baixa                          | Imatgeria òptica                         | 9 Juny                        |                                         |
| 9 Gener 18:07:05     | Flock-1 2 | Planet Labs                                 | Terrestre Baixa                          | Imatgeria òptica                         | 25 Maig                       |                                         |
| 9 Gener 18:07:05     | Flock-1 3 | Planet Labs                                 | Terrestre Baixa                          | Imatgeria òptica                         | 15 Maig                       |                                         |
| 9 Gener 18:07:05     | Flock-1 4 | Planet Labs                                 | Terrestre Baixa                          | Imatgeria òptica                         | 18 Juny                       |                                         |
| 9 Gener 18:07:05     | Flock-1 5 | Planet Labs                                 | Terrestre Baixa                          | Imatgeria òptica                         | 2 Juny                        |                                         |
| 9 Gener 18:07:05     | Flock-1 6 | Planet Labs                                 | Terrestre Baixa                          | Imatgeria òptica                         | 15 Juny                       |                                         |
| 9 Gener 18:07:05     | Flock-1 7 | Planet Labs                                 | Terrestre Baixa                          | Imatgeria òptica                         | 6 Juny                        |                                         |
| 9 Gener 18:07:05     | Flock-1 8 | Planet Labs                                 | Terrestre Baixa                          | Imatgeria òptica                         | 25 Maig                       |                                         |
| 9 Gener 18:07:05     | Flock-1 9 | Planet Labs                                 | Terrestre Baixa                          | Imatgeria òptica                         | 6 Juliol                      |                                         |
| 9 Gener 18:07:05     | Flock-1 10 | Planet Labs                                 | Terrestre Baixa                          | Imatgeria òptica                         | 14 Juny                       |                                         |
| 9 Gener 18:07:05     | Flock-1 11 | Planet Labs                                 | Terrestre Baixa                          | Imatgeria òptica                         | 13 Juny                       |                                         |
| 9 Gener 18:07:05     | Flock-1 12 | Planet Labs                                 | Terrestre Baixa                          | Imatgeria òptica                         | 26 Octubre                    |                                         |
| 9 Gener 18:07:05     | Flock-1 13 | Planet Labs                                 | Terrestre Baixa                          | Imatgeria òptica                         | 2 Juliol                      |                                         |
| 9 Gener 18:07:05     | Flock-1 14 | Planet Labs                                 | Terrestre Baixa                          | Imatgeria òptica                         | 20 Juny                       |                                         |
| 9 Gener 18:07:05     | Flock-1 15 | Planet Labs                                 | Terrestre Baixa                          | Imatgeria òptica                         | 21 Maig                       |                                         |
| 9 Gener 18:07:05     | Flock-1 16 | Planet Labs                                 | Terrestre Baixa                          | Imatgeria òptica                         | 20 Juny                       |                                         |
| 9 Gener 18:07:05     | Flock-1 17 | Planet Labs                                 | Terrestre Baixa                          | Imatgeria òptica                         | 19 Maig                       |                                         |
| 9 Gener 18:07:05     | Flock-1 18 | Planet Labs                                 | Terrestre Baixa                          | Imatgeria òptica                         | 29 Octubre                    |                                         |
| 9 Gener 18:07:05     | Flock-1 19 | Planet Labs                                 | Terrestre Baixa                          | Imatgeria òptica                         | 3 Juny                        |                                         |
| 9 Gener 18:07:05     | Flock-1 20 | Planet Labs                                 | Terrestre Baixa                          | Imatgeria òptica                         | 9 Octubre                     |                                         |
| 9 Gener 18:07:05     | Flock-1 21 | Planet Labs                                 | Terrestre Baixa                          | Imatgeria òptica                         | 25 Maig                       |                                         |
| 9 Gener 18:07:05     | Flock-1 22 | Planet Labs                                 | Terrestre Baixa                          | Imatgeria òptica                         | 5 Juny                        |                                         |
| 9 Gener 18:07:05     | Flock-1 23 | Planet Labs                                 | Terrestre Baixa                          | Imatgeria òptica                         | 10 Juliol                     |                                         |
| 9 Gener 18:07:05     | Flock-1 24 | Planet Labs                                 | Terrestre Baixa                          | Imatgeria òptica                         | 16 Juny                       |                                         |
| 9 Gener 18:07:05     | Flock-1 25 | Planet Labs                                 | Terrestre Baixa                          | Imatgeria òptica                         | 24 Juny                       |                                         |
| 9 Gener 18:07:05     | Flock-1 26 | Planet Labs                                 | Terrestre Baixa                          | Imatgeria òptica                         | 10 Juny                       |                                         |
| 9 Gener 18:07:05     | Flock-1 27 | Planet Labs                                 | Terrestre Baixa                          | Imatgeria òptica                         | 3 Maig                        |                                         |
| 9 Gener 18:07:05     | Flock-1 28 | Planet Labs                                 | Terrestre Baixa                          | Imatgeria òptica                         | 3 Juny                        |                                         |
| 9 Gener 18:07:05     | Primer vol operacional sota el programa CRS d'Orbital Sciences, vol inaugural de l'Antares 120. Totes les càrregues útils apart de Cygnus són CubeSats transportats a bord del Cygnus pel seu desplegament des de l'EEI. Entre els CubeSats s'inclouen els primers satèl·lits lituans. |                                             |                                          |                                          |                               |                                         |
| 15 Gener 09:09       | Terrier-Orion | Terrier-Orion                               | Wallops Island                           | Wallops Island                           | TBD                           | TBD                                     |
| 15 Gener 09:09       | | DOD                                         | Suborbital                               | Classificat                              | 15 Gener                      | Reeixit                                 |
| 15 Gener 09:09       | Objectiu de FTX-18, Apogeu: ~130 km? |                                             |                                          |                                          |                               |                                         |
| 15 Gener 09:09       | Terrier-Orion | Terrier-Orion                               | Wallops Island                           | Wallops Island                           | TBD                           | TBD                                     |
| 15 Gener 09:09       | | DOD                                         | Suborbital                               | Classificat                              | 15 Gener                      | Reeixit                                 |
| 15 Gener 09:09       | Objectiu FTX-18, Apogeu: ~130 km? |                                             |                                          |                                          |                               |                                         |
| 15 Gener 09:09       | Terrier-Orion | Terrier-Orion                               | Wallops Island                           | Wallops Island                           | TBD                           | TBD                                     |
| 15 Gener 09:09       | | DOD                                         | Suborbital                               | Classificat                              | 15 Gener                      | Reeixit                                 |
| 15 Gener 09:09       | Objectiu de FTX-18, Apogeu: ~130 km? |                                             |                                          |                                          |                               |                                         |
| 20 Gener 05:22       | Agni-IV | Agni-IV                                     | Integrated Test Range                    | Integrated Test Range                    | DRDO                          | DRDO                                    |
| 20 Gener 05:22       | | DRDO                                        | Suborbital                               | Prova de míssil                          | 20 Gener                      | Reeixit                                 |
| 20 Gener 05:22       | Apogeu: ~850 km |                                             |                                          |                                          |                               |                                         |
| 24 Gener 02:33:00    | Atlas V 401 | Atlas V 401                                 | Cape Canaveral SLC-41                    | Cape Canaveral SLC-41                    | United Launch Alliance        | United Launch Alliance                  |
| 24 Gener 02:33:00    | TDRS-L | NASA                                        | Geosíncrona                              | Comunicacions/retransmissió de dades     | En òrbita                     | Operacional                             |
| Febrer               | |                                             |                                          |                                          |                               |                                         |
| 5 Febrer 16:23:32    | Soiuz-U | Soiuz-U                                     | Baikonur Site 1/5                        | Baikonur Site 1/5                        | Roskosmos                     | Roskosmos                               |
| 5 Febrer 16:23:32    | Progress M-22M | Roskosmos                                   | Terrestre Baixa (EEI)                    | Abastiment de l'EEI                      | 18 Abril                      | Reeixit                                 |
| 5 Febrer 16:23:32    | Chasqui-1 | Universidad Nacional de Ingeniería del Perú | Terrestre Baixa                          | Tecnologia                               | En òrbita                     | Operacional                             |
| 5 Febrer 16:23:32    | Chasqui-1 va ser alliberat de l'EEI per cosmonautes durant l'EVA el 18 d'agost. |                                             |                                          |                                          |                               |                                         |
| 6 Febrer 21:30:07    | Ariane 5 ECA | Ariane 5 ECA                                | Kourou ELA-3                             | Kourou ELA-3                             | Arianespace                   | Arianespace                             |
| 6 Febrer 21:30:07    | ABS-2 | ABS                                         | Geosíncrona                              | Comunicacions                            | En òrbita                     | Operacional                             |
| 6 Febrer 21:30:07    | Athena-Fidus | CNES/ASI                                    | Geosíncrona                              | Comunicacions                            | En òrbita                     | Operacional                             |
| 14 Febrer 21:09:03   | Proton-M/Briz-M | Proton-M/Briz-M                             | Baikonur Site 81/24                      | Baikonur Site 81/24                      | International Launch Services | International Launch Services           |
| 14 Febrer 21:09:03   | Türksat 4A | Türksat                                     | Geosíncrona                              | Comunicacions                            | En òrbita                     | Operacional                             |
| 21 Febrer 01:59:00   | Delta IV M+(4,2) | Delta IV M+(4,2)                            | Cape Canaveral SLC-37B                   | Cape Canaveral SLC-37B                   | United Launch Alliance        | United Launch Alliance                  |
| 21 Febrer 01:59:00   | USA-248 (GPS IIF-5) | Força Aèria dels EUA                        | Terrestre Mitjana                        | Navegació                                | En òrbita                     | Operacional                             |
| 27 Febrer 18:37:00   | H-IIA 202 | H-IIA 202                                   | Tanegashima Y1                           | Tanegashima Y1                           | Mitsubishi Heavy Industries   | Mitsubishi Heavy Industries             |
| 27 Febrer 18:37:00   | GPM-Core | JAXA/NASA                                   | Terrestre Baixa                          | Ambiental                                | En òrbita                     | Operacional                             |
| 27 Febrer 18:37:00   | Ginrei (ShindaiSat) | Shinshu                                     | Terrestre Baixa                          | Tecnologia                               | 24 novembre                   | Reeixit                                 |
| 27 Febrer 18:37:00   | STARS-II | Kagawa                                      | Terrestre Baixa                          | Tecnologia                               | 26 Abril                      |                                         |
| 27 Febrer 18:37:00   | TeikyoSat-3 | Teikyo                                      | Terrestre Baixa                          | Biociència                               | 25 Octubre                    | Reeixit                                 |
| 27 Febrer 18:37:00   | KSAT-2 | Kagoshima                                   | Terrestre Baixa                          | Tecnologia                               | 18 Maig                       | Reeixit                                 |
| 27 Febrer 18:37:00   | OPUSAT | OPU                                         | Terrestre Baixa                          | Tecnologia                               | 24 Juliol                     |                                         |
| 27 Febrer 18:37:00   | INVADER | Tamabi                                      | Terrestre Baixa                          | Ràdio amateur                            | 2 Setembre                    | Reeixit                                 |
| 27 Febrer 18:37:00   | ITF-1 | Tsukuba                                     | Terrestre Baixa                          | Ràdio amateur                            | 29 Juny                       | Error de la nau espacial                |
| 27 Febrer 18:37:00   | ITF-1 va fallar en comunicar. |                                             |                                          |                                          |                               |                                         |
| Març                 | |                                             |                                          |                                          |                               |                                         |
| 3 Març 11:09         | Black Brant IX | Black Brant IX                              | Poker Flat                               | Poker Flat                               | NASA                          | NASA                                    |
| 3 Març 11:09         | GREECE | SwRI                                        | Suborbital                               | Investigació d'aurores                   | 3 Març                        | Reeixit                                 |
| 3 Març 11:09         | Apogeu: 335 km |                                             |                                          |                                          |                               |                                         |
| 4 Març 18:10         | RS-12M Topol | RS-12M Topol                                | Kapustin Iar                             | Kapustin Iar                             | RVSN                          | RVSN                                    |
| 4 Març 18:10         | | RVSN                                        | Suborbital                               | Prova de míssil                          | 4 Març                        | Reeixit                                 |
| 15 Març 23:08:00     | Proton-M/Briz-M | Proton-M/Briz-M                             | Baikonur Site 81/24                      | Baikonur Site 81/24                      | Khrunichev                    | Khrunichev                              |
| 15 Març 23:08:00     | Ekspress-AT1 | RSCC                                        | Geosíncrona                              | Comunicacions                            | En òrbita                     | Operacional                             |
| 15 Març 23:08:00     | Ekspress-AT2 | RSCC                                        | Geosíncrona                              | Comunicacions                            | En òrbita                     | Operacional                             |
| 22 Març 22:04:07     | Ariane 5 ECA | Ariane 5 ECA                                | Kourou ELA-3                             | Kourou ELA-3                             | Arianespace                   | Arianespace                             |
| 22 Març 22:04:07     | Astra 5B | SES S.A.                                    | Geosíncrona                              | Comunicacions                            | En òrbita                     | Operacional                             |
| 22 Març 22:04:07     | Amazonas 4A | Hispasat                                    | Geosíncrona                              | Comunicacions                            | En òrbita                     | Operacional                             |
| 23 Març 22:54:03     | Soiuz-2.1b/Fregat | Soiuz-2.1b/Fregat                           | Plesetsk Site 43/4                       | Plesetsk Site 43/4                       | RVSN RF                       | RVSN RF                                 |
| 23 Març 22:54:03     | Kosmos 2494 (GLONASS-M) | VKO                                         | Terrestre Mitjana                        | Navegació                                | En òrbita                     | Operacional                             |
| 25 Març 21:17:23     | Soiuz-FG | Soiuz-FG                                    | Baikonur Site 1/5                        | Baikonur Site 1/5                        | Roskosmos                     | Roskosmos                               |
| 25 Març 21:17:23     | Soiuz TMA-12M | Roskosmos                                   | Terrestre Baixa (EEI)                    | Expedició 39/40                          | 11 setembre 2014 02:23        | Reeixit                                 |
| 25 Març 21:17:23     | Vol tripulat amb tres cosmonautes |                                             |                                          |                                          |                               |                                         |
| 26 Març              | Sounding Rocket IX | Sounding Rocket IX                          | Jiu Peng Air Base                        | Jiu Peng Air Base                        | NSPO                          | NSPO                                    |
| 26 Març              | | NSPO                                        | Suborbital                               | Investigació ionosfèrica                 | 26 Març                       | Reeixit                                 |
| 26 Març              | Apogeu: ~280 km |                                             |                                          |                                          |                               |                                         |
| 26 Març 22:25        | MN-300 | MN-300                                      | Kapustin Iar                             | Kapustin Iar                             | Rosgidromet                   | Rosgidromet                             |
| 26 Març 22:25        | MR-30 | Rosgidromet                                 | Suborbital                               | Meteorologia Vol de prova                | 26 Març                       | Error de llançament                     |
| 26 Març 22:25        | Apogeu: 300 km, el coet va fallar i va aterrar en un proble proper en una zona no planejada de l'oest del Kazakhstan. |                                             |                                          |                                          |                               |                                         |
| 31 Març 02:46:03     | Llarga Marxa 2C | Llarga Marxa 2C                             | Jiuquan LA-4/SLS-2                       | Jiuquan LA-4/SLS-2                       | CALT                          | CALT                                    |
| 31 Març 02:46:03     | Shijian 11-06 | CNSA                                        | Terrestre Baixa (SSO)                    | Tecnologia                               | En òrbita                     | Operacional                             |
| Abril                | |                                             |                                          |                                          |                               |                                         |
| 3 Abril 14:46:30     | Atlas V 401 | Atlas V 401                                 | Vandenberg SLC-3E                        | Vandenberg SLC-3E                        | United Launch Alliance        | United Launch Alliance                  |
| 3 Abril 14:46:30     | USA-249 (DMSP-5D3 F19) | Força Aèria dels EUA/NOAA                   | Terrestre Baixa (SSO)                    | Meteorologia                             | En òrbita                     | Operacional                             |
| 3 Abril 21:02:26     | Soiuz-STA/Fregat | Soiuz-STA/Fregat                            | Kourou ELS                               | Kourou ELS                               | Arianespace                   | Arianespace                             |
| 3 Abril 21:02:26     | Sentinel-1A | ESA                                         | Terrestre Baixa (SSO)                    | Observació terrestre                     | En òrbita                     | Operacional                             |
| 4 Abril 11:44:00     | PSLV-XL | PSLV-XL                                     | Satish Dhawan FLP                        | Satish Dhawan FLP                        | ISRO                          | ISRO                                    |
| 4 Abril 11:44:00     | IRNSS-1B | ISRO                                        | Geosíncrona                              | Navegació                                | En òrbita                     | Operacional                             |
| 9 Abril 15:26:27     | Soiuz-U | Soiuz-U                                     | Baikonur Site 1/5                        | Baikonur Site 1/5                        | Roskosmos                     | Roskosmos                               |
| 9 Abril 15:26:27     | Progress M-23M | Roskosmos                                   | Terrestre Baixa (EEI)                    | Abastiment de l'EEI                      | 31 Juliol                     | Reeixit                                 |
| 9 Abril 19:06:02     | Shavit | Shavit                                      | Palmachim Airbase                        | Palmachim Airbase                        | Israel Aerospace Industries   | Israel Aerospace Industries             |
| 9 Abril 19:06:02     | Ofeq 10 | Israel Defense Forces                       | Terrestre Baixa                          | Reconeixement                            | En òrbita                     | Operacional                             |
| 10 Abril 17:45:00    | Atlas V 541 | Atlas V 541                                 | Cape Canaveral SLC-41                    | Cape Canaveral SLC-41                    | United Launch Alliance        | United Launch Alliance                  |
| 10 Abril 17:45:00    | USA-250 (NRO L-67) | NRO                                         | Geosíncrona                              | ELINT (?)                                | En òrbita                     | Operacional                             |
| 10 Abril 17:45:00    | Llançament del NRO núm. 67 |                                             |                                          |                                          |                               |                                         |
| 11 Abril 23:10       | Agni-I | Agni-I                                      | Integrated Test Range                    | Integrated Test Range                    | IDRDL                         | IDRDL                                   |
| 11 Abril 23:10       | | IDRDL                                       | Suborbital                               | Prova de Missile                         | 11 Abril                      | Reeixit                                 |
| 11 Abril 23:10       | Apogeu: ~500 km? |                                             |                                          |                                          |                               |                                         |
| 14 Abril 06:40       | RS-24 Iars | RS-24 Iars                                  | Plesetsk                                 | Plesetsk                                 | RVSN                          | RVSN                                    |
| 14 Abril 06:40       | | RVSN                                        | Suborbital                               | Prova de míssil                          | 14 Abril                      | Reeixit                                 |
| 16 Abril 16:20:00    | Soiuz-U | Soiuz-U                                     | Baikonur Site 31/6                       | Baikonur Site 31/6                       | Roskosmos                     | Roskosmos                               |
| 16 Abril 16:20:00    | EgyptSat 2 | NARSSS                                      | Terrestre Baixa                          | Teledetecció                             | En òrbita                     | Operacional                             |
| 18 Abril 19:25:22    | Falcon 9 v1.1 | Falcon 9 v1.1                               | Cape Canaveral SLC-40                    | Cape Canaveral SLC-40                    | SpaceX                        | SpaceX                                  |
| 18 Abril 19:25:22    | SpaceX CRS-3 | SpaceX                                      | Terrestre Baixa (EEI)                    | Logística                                | 18 Maig 19:05                 | Reeixit                                 |
| 18 Abril 19:25:22    | KickSat | KickSat/Cornell                             | Terrestre Baixa                          | Tecnologia                               | 14 Maig 01:30                 | Error de la nau espacial                |
| 18 Abril 19:25:22    | ALL-STAR/THEIA | Colorado/ALL-STAR                           | Terrestre Baixa                          | Tecnologia                               | 26 Maig                       |                                         |
| 18 Abril 19:25:22    | SporeSat | NASA Ames/Purdue                            | Terrestre Baixa                          | Ciències de la vida                      | 4 Juny                        |                                         |
| 18 Abril 19:25:22    | TestSat-Lite | Taylor                                      | Terrestre Baixa                          | Tecnologia                               | 28 Maig                       |                                         |
| 18 Abril 19:25:22    | PhoneSat 2.5 | NASA Ames                                   | Terrestre Baixa                          | Tecnologia                               | 15 Maig                       |                                         |
| 18 Abril 19:25:22    | KickSat va transportar i fracassar en desplegar 104 femtosatèl·lits en òrbita terrestre baixa. |                                             |                                          |                                          |                               |                                         |
| 27 Abril 03:37       | Prithvi-3? | Prithvi-3?                                  | INS, Badia de Bengala                    | INS, Badia de Bengala                    | DRDO                          | DRDO                                    |
| 27 Abril 03:37       | SLTGT-02 | DRDO                                        | Suborbital                               | Objectiu                                 | 27 Abril                      | Reeixit                                 |
| 27 Abril 03:37       | Apogeu: 150 km, objectiu per a prova d'ABM, interceptat amb èxit |                                             |                                          |                                          |                               |                                         |
| 27 Abril 03:40       | Prithvi-2? | Prithvi-2?                                  | ITR IC-4                                 | ITR IC-4                                 | DRDO                          | DRDO                                    |
| 27 Abril 03:40       | PDV | DRDO                                        | Suborbital                               | Interceptor                              | 27 Abril                      | Reeixit                                 |
| 27 Abril 03:40       | Apogeu: 120 km, intercepció amb èxit |                                             |                                          |                                          |                               |                                         |
| 28 Abril 04:25:00    | Proton-M/Briz-M | Proton-M/Briz-M                             | Baikonur Site 81/24                      | Baikonur Site 81/24                      | Khrunichev                    | Khrunichev                              |
| 28 Abril 04:25:00    | Luch 5V | Roscosmos                                   | Geosíncrona                              | Comunicacions/Data Relay                 | En òrbita                     | Operacional                             |
| 28 Abril 04:25:00    | KazSat-3 | JSC KazSat                                  | Geosíncrona                              | Comunicacions                            | En òrbita                     | Operacional                             |
| 30 Abril 01:35:15    | Vega | Vega                                        | Kourou ELV                               | Kourou ELV                               | Arianespace                   | Arianespace                             |
| 30 Abril 01:35:15    | KazEOSat 1 | KGS                                         | Terrestre Baixa (SSO)                    | Imatgeria òptica                         | En òrbita                     | Operacional                             |
| Maig                 | |                                             |                                          |                                          |                               |                                         |
| 3 Maig 08:00         | Black Brant IX | Black Brant IX                              | White Sands                              | White Sands                              | NASA                          | NASA                                    |
| 3 Maig 08:00         | HYPE | U of A                                      | Suborbital                               | Astronomia                               | 3 Maig                        | Reeixit                                 |
| 3 Maig 08:00         | Apogeu: 278 km |                                             |                                          |                                          |                               |                                         |
| 6 Maig 13:49:35      | Soiuz-2.1a | Soiuz-2.1a                                  | Plesetsk Site 43/4                       | Plesetsk Site 43/4                       | RVSN RF                       | RVSN RF                                 |
| 6 Maig 13:49:35      | Kosmos 2495 (Kobalt-M) | VKO                                         | Terrestre Baixa                          | Reconeixement                            | 3 Setembre                    | Reeixit                                 |
| 8 Maig               | RT-2PM Topol | RT-2PM Topol                                | Plesetsk                                 | Plesetsk                                 | RVSN                          | RVSN                                    |
| 8 Maig               | | RVSN                                        | Suborbital                               | Prova de míssil                          | 8 Maig                        | Reeixit                                 |
| 8 Maig               | R-29RMU Sineva | R-29RMU Sineva                              | K-114 Tula, Mar de Barents               | K-114 Tula, Mar de Barents               | VMF                           | VMF                                     |
| 8 Maig               | | VMF                                         | Suborbital                               | Prova de míssil                          | 8 Maig                        | Reeixit                                 |
| 8 Maig               | R-29R Volna | R-29R Volna                                 | K-223 Podolsk, Mar d'Okhotsk             | K-223 Podolsk, Mar d'Okhotsk             | VMF                           | VMF                                     |
| 8 Maig               | | VMF                                         | Suborbital                               | Prova de míssil                          | 8 Maig                        | Reeixit                                 |
| 15 Maig 21:42:00     | Proton-M/Briz-M | Proton-M/Briz-M                             | Baikonur Site 200/39                     | Baikonur Site 200/39                     | Khrunichev                    | Khrunichev                              |
| 15 Maig 21:42:00     | Ekspress-AM4R | RSCC                                        | Destinat: Geosíncrona                    | Comunicacions                            | 15 Maig                       | Error de llançament                     |
| 15 Maig 21:42:00     | Un impulsador vernier en la tercera etapa va fallar a T+542 segons després de l'error del suport estructural de la turbobomba causat pels danys a la línia d'entrada d'oxidant. |                                             |                                          |                                          |                               |                                         |
| 17 Maig 00:03:00     | Delta IV-M+(4,2) | Delta IV-M+(4,2)                            | Cape Canaveral SLC-37B                   | Cape Canaveral SLC-37B                   | United Launch Alliance        | United Launch Alliance                  |
| 17 Maig 00:03:00     | USA-251 (GPS IIF-6) | Força Aèria dels EUA                        | Terrestre Mitjana                        | Navegació                                | En òrbita                     | Operacional                             |
| 20 Maig 17:08        | RS-12M Topol | RS-12M Topol                                | Kapustin Iar                             | Kapustin Iar                             | RVSN                          | RVSN                                    |
| 20 Maig 17:08        | | RVSN                                        | Suborbital                               | Prova de míssil                          | 20 Maig                       | Reeixit                                 |
| 21 Maig 05:35        | SM-3-IB | SM-3-IB                                     | Kauai                                    | Kauai                                    | Marina dels EUA               | Marina dels EUA                         |
| 21 Maig 05:35        | | Marina dels EUA                             | Suborbital                               | Prova d'ABM                              | 21 Maig                       | Reeixit                                 |
| 21 Maig 05:35        | Vol inaugural de l'Aegis Ashore Controlled Test Vehicle (AA CTV-01) |                                             |                                          |                                          |                               |                                         |
| 22 Maig 13:09:00     | Atlas V 401 | Atlas V 401                                 | Cape Canaveral SLC-41                    | Cape Canaveral SLC-41                    | United Launch Alliance        | United Launch Alliance                  |
| 22 Maig 13:09:00     | USA-252 (Quasar) | NRO                                         | Geosíncrona                              | Comunicacions/retransmissió de dades     | En òrbita                     | Operacional                             |
| 22 Maig 13:09:00     | Llançament del NRO núm. 33 |                                             |                                          |                                          |                               |                                         |
| 23 Maig 05:27:54     | Rókot/Briz-KM | Rókot/Briz-KM                               | Plesetsk Site 133/3                      | Plesetsk Site 133/3                      | VKO                           | VKO                                     |
| 23 Maig 05:27:54     | Kosmos 2496 (Strela-3M) | VKO                                         | Terrestre Baixa                          | Comunicacions                            | En òrbita                     | Operacional                             |
| 23 Maig 05:27:54     | Kosmos 2497 (Strela-3M) | VKO                                         | Terrestre Baixa                          | Comunicacions                            | En òrbita                     | Operacional                             |
| 23 Maig 05:27:54     | Kosmos 2498 (Strela-3M) | VKO                                         | Terrestre Baixa                          | Comunicacions                            | En òrbita                     | Operacional                             |
| 24 Maig 03:05:14     | H-IIA 202 | H-IIA 202                                   | Tanegashima Y1                           | Tanegashima Y1                           | Mitsubishi                    | Mitsubishi                              |
| 24 Maig 03:05:14     | ALOS-2 | JAXA                                        | Terrestre Baixa (SSO)                    | Observació terrestre                     | En òrbita                     | Operacional                             |
| 24 Maig 03:05:14     | RISING-2 | Tohoku                                      | Terrestre Baixa (SSO)                    | Teledetecció                             | En òrbita                     | Operacional                             |
| 24 Maig 03:05:14     | UNIFORM-1 | Wakayama                                    | Terrestre Baixa (SSO)                    | Teledetecció                             | En òrbita                     | Operacional                             |
| 24 Maig 03:05:14     | SOCRATES | AES                                         | Terrestre Baixa (SSO)                    | Tecnologia                               | En òrbita                     | Operacional                             |
| 24 Maig 03:05:14     | SPROUT | Nihon                                       | Terrestre Baixa (SSO)                    | Tecnologia / Ràdio amateur               | En òrbita                     | Operacional                             |
| 24 Maig              | Black Brant IX | Black Brant IX                              | White Sands                              | White Sands                              | NASA                          | NASA                                    |
| 24 Maig              | CHESS | CU Boulder                                  | Suborbital                               | Astronomia                               | 24 Maig                       | Reeixit                                 |
| 26 Maig 21:09:59     | Zenit-3SL | Zenit-3SL                                   | Odyssey                                  | Odyssey                                  | UN Sea Launch                 | UN Sea Launch                           |
| 26 Maig 21:09:59     | Eutelsat 3B | Eutelsat                                    | Geosíncrona                              | Comunicacions                            | En òrbita                     | Operacional                             |
| 28 Maig 19:57:41     | Soiuz-FG | Soiuz-FG                                    | Baikonur Site 1/5                        | Baikonur Site 1/5                        | Roskosmos                     | Roskosmos                               |
| 28 Maig 19:57:41     | Soiuz TMA-13M | Roskosmos                                   | Terrestre Baixa (EEI)                    | Expedició 40/41                          | 10 novembre 03:58             | Reeixit                                 |
| 28 Maig 19:57:41     | Vol tripulat amb tres cosmonautes |                                             |                                          |                                          |                               |                                         |
| Juny                 | |                                             |                                          |                                          |                               |                                         |
| 2 Juny               | UGM-133 Trident II D5 | UGM-133 Trident II D5                       | USS West Virginia SSBN-736, ETR          | USS West Virginia SSBN-736, ETR          | Marina dels EUA               | Marina dels EUA                         |
| 2 Juny               | | Marina dels EUA                             | Suborbital                               | Vol de prova                             | 2 Juny                        | Reeixit                                 |
| 2 Juny               | Seguiment de la Prova d'avaluació de Comandant ? |                                             |                                          |                                          |                               |                                         |
| 2 Juny               | UGM-133 Trident II D5 | UGM-133 Trident II D5                       | USS West Virginia, SSBN-736, ETR         | USS West Virginia, SSBN-736, ETR         | Marina dels EUA               | Marina dels EUA                         |
| 2 Juny               | | Marina dels EUA                             | Suborbital                               | Vol de prova                             | 2 Juny                        | Reeixit                                 |
| 2 Juny               | Seguiment de la Prova d'avaluació de Comandant ? |                                             |                                          |                                          |                               |                                         |
| 14 Juny 17:16:48     | Soiuz-2.1b/Fregat | Soiuz-2.1b/Fregat                           | Plesetsk Site 43/4                       | Plesetsk Site 43/4                       | RVSN RF                       | RVSN RF                                 |
| 14 Juny 17:16:48     | Kosmos 2500 (GLONASS-M) | VKO                                         | Terrestre Mitjana                        | Navegació                                | En òrbita                     | Operacional                             |
| 19 Juny 19:11:17     | Dnepr-1 | Dnepr-1                                     | Dombarovsky Site 13                      | Dombarovsky Site 13                      | ISC Kosmotras                 | ISC Kosmotras                           |
| 19 Juny 19:11:17     | Deimos-2 | Deimos Space                                | Terrestre Baixa (SSO)                    | Imatgeria terrestre                      | En òrbita                     | Operacional                             |
| 19 Juny 19:11:17     | KazEOSat 2 | KGS                                         | Terrestre Baixa (SSO)                    | Imatgeria òptica                         | En òrbita                     | Operacional                             |
| 19 Juny 19:11:17     | UniSat 6 | La Sapienza                                 | Terrestre Baixa (SSO)                    | Imatgeria òptica                         | En òrbita                     | Operacional                             |
| 19 Juny 19:11:17     | SaudiSat-4 | KACST                                       | Terrestre Baixa (SSO)                    | Tecnologia                               | En òrbita                     | Operacional                             |
| 19 Juny 19:11:17     | AprizeSat 9 | SpaceQuest, Ltd.                            | Terrestre Baixa (SSO)                    | Comunicacions                            | En òrbita                     | Operacional                             |
| 19 Juny 19:11:17     | AprizeSat 10 | SpaceQuest, Ltd.                            | Terrestre Baixa (SSO)                    | Comunicacions                            | En òrbita                     | Operacional                             |
| 19 Juny 19:11:17     | Hodoyoshi 3 | Tòquio                                      | Terrestre Baixa (SSO)                    | Tecnologia                               | En òrbita                     | Operacional                             |
| 19 Juny 19:11:17     | Hodoyoshi 4 | Tòquio                                      | Terrestre Baixa (SSO)                    | Tecnologia                               | En òrbita                     | Operacional                             |
| 19 Juny 19:11:17     | BRITE-CA 1 | UTIAS                                       | Terrestre Baixa (SSO)                    | Astronomia / Tecnologia                  | En òrbita                     | Operacional                             |
| 19 Juny 19:11:17     | BRITE-CA 2 | UTIAS                                       | Terrestre Baixa (SSO)                    | Astronomia / Tecnologia                  | En òrbita                     | Operacional                             |
| 19 Juny 19:11:17     | TabletSat-Aurora | SPUTNIX                                     | Terrestre Baixa (SSO)                    | Tecnologia / Observació terrestre        | En òrbita                     | Operacional                             |
| 19 Juny 19:11:17     | BugSat 1 | Satellogic S.A.                             | Terrestre Baixa (SSO)                    | Tecnologia / Observació terrestre        | En òrbita                     | Operacional                             |
| 19 Juny 19:11:17     | Perseus-M 1 | Canopus Systems US / Dauria Aerospace       | Terrestre Baixa (SSO)                    | Tecnologia                               | En òrbita                     | Operacional                             |
| 19 Juny 19:11:17     | Perseus-M 2 | Canopus Systems US / Dauria Aerospace       | Terrestre Baixa (SSO)                    | Tecnologia                               | En òrbita                     | Operacional                             |
| 19 Juny 19:11:17     | QB50P1 | Von Karman Institute                        | Terrestre Baixa (SSO)                    | Investigació de la termosfera            | En òrbita                     | Operacional                             |
| 19 Juny 19:11:17     | QB50P2 | Von Karman Institute                        | Terrestre Baixa (SSO)                    | Investigació de la termosfera            | En òrbita                     | Operacional                             |
| 19 Juny 19:11:17     | NanoSatC-Br 1 | INPE                                        | Terrestre Baixa (SSO)                    | Investigació de la magnetosfera          | En òrbita                     | Operacional                             |
| 19 Juny 19:11:17     | DTUSat 2 | DTU                                         | Terrestre Baixa (SSO)                    | Tecnologia                               | En òrbita                     | Operacional                             |
| 19 Juny 19:11:17     | POPSAT-HIP 1 | Microspace Rapid                            | Terrestre Baixa (SSO)                    | Tecnologia                               | En òrbita                     | Operacional                             |
| 19 Juny 19:11:17     | PolyITAN 1 | KPI                                         | Terrestre Baixa (SSO)                    | Tecnologia                               | En òrbita                     | Operacional                             |
| 19 Juny 19:11:17     | PACE | NCKU                                        | Terrestre Baixa (SSO)                    | Tecnologia                               | En òrbita                     | Operacional                             |
| 19 Juny 19:11:17     | Duchifat-1 | HSC                                         | Terrestre Baixa (SSO)                    | Tecnologia                               | En òrbita                     | Operacional                             |
| 19 Juny 19:11:17     | Flock-1c 1 | Planet Labs                                 | Terrestre Baixa (SSO)                    | Imatgeria òptica                         | En òrbita                     | Operational                             |
| 19 Juny 19:11:17     | Flock-1c 2 | Planet Labs                                 | Terrestre Baixa (SSO)                    | Imatgeria òptica                         | En òrbita                     | Operational                             |
| 19 Juny 19:11:17     | Flock-1c 3 | Planet Labs                                 | Terrestre Baixa (SSO)                    | Imatgeria òptica                         | En òrbita                     | Operational                             |
| 19 Juny 19:11:17     | Flock-1c 4 | Planet Labs                                 | Terrestre Baixa (SSO)                    | Imatgeria òptica                         | En òrbita                     | Operational                             |
| 19 Juny 19:11:17     | Flock-1c 5 | Planet Labs                                 | Terrestre Baixa (SSO)                    | Imatgeria òptica                         | En òrbita                     | Operational                             |
| 19 Juny 19:11:17     | Flock-1c 6 | Planet Labs                                 | Terrestre Baixa (SSO)                    | Imatgeria òptica                         | En òrbita                     | Operational                             |
| 19 Juny 19:11:17     | Flock-1c 7 | Planet Labs                                 | Terrestre Baixa (SSO)                    | Imatgeria òptica                         | En òrbita                     | Operational                             |
| 19 Juny 19:11:17     | Flock-1c 8 | Planet Labs                                 | Terrestre Baixa (SSO)                    | Imatgeria òptica                         | En òrbita                     | Operational                             |
| 19 Juny 19:11:17     | Flock-1c 9 | Planet Labs                                 | Terrestre Baixa (SSO)                    | Imatgeria òptica                         | En òrbita                     | Operational                             |
| 19 Juny 19:11:17     | Flock-1c 10 | Planet Labs                                 | Terrestre Baixa (SSO)                    | Imatgeria òptica                         | En òrbita                     | Operational                             |
| 19 Juny 19:11:17     | Flock-1c 11 | Planet Labs                                 | Terrestre Baixa (SSO)                    | Imatgeria òptica                         | En òrbita                     | Operational                             |
| 19 Juny 19:11:17     | AeroCube 6 | The Aerospace Corporation                   | Terrestre Baixa (SSO)                    | Tecnologia                               | En òrbita                     | Operational                             |
| 19 Juny 19:11:17     | Lemur 1 | NanoSatisfi                                 | Terrestre Baixa (SSO)                    | Observació terrestre                     | En òrbita                     | Operational                             |
| 19 Juny 19:11:17     | ANTELSAT | UdelaR                                      | Terrestre Baixa (SSO)                    | Tecnologia                               | En òrbita                     | Operational                             |
| 19 Juny 19:11:17     | Tigrisat | MOST/La Sapienza                            | Terrestre Baixa (SSO)                    | Observació terrestre                     | En òrbita                     | Operacional                             |
| 19 Juny 19:11:17     | S'inclouen els primers satèl·lits d'Uruguai i Iraq. |                                             |                                          |                                          |                               |                                         |
| 22 Juny 18:49        | UGM-96 Trident I C4 (LV-2) | UGM-96 Trident I C4 (LV-2)                  | Meck                                     | Meck                                     | MDA                           | MDA                                     |
| 22 Juny 18:49        | | MDA                                         | Suborbital                               | Objectiu d'ABM                           | 22 Juny                       | Reeixit                                 |
| 22 Juny 18:55        | Ground Based Interceptor | Ground Based Interceptor                    | Vandenberg LF-23                         | Vandenberg LF-23                         | MDA                           | MDA                                     |
| 22 Juny 18:55        | | MDA                                         | Suborbital                               | Prova d'ABM                              | 22 Juny                       | Reeixit                                 |
| 22 Juny 18:55        | FTG-06b, intercepció amb èxit |                                             |                                          |                                          |                               |                                         |
| 26 Juny 11:21        | Terrier Improved Orion | Terrier Improved Orion                      | Wallops Island                           | Wallops Island                           | NASA                          | NASA                                    |
| 26 Juny 11:21        | RockOn | CU Boulder                                  | Suborbital                               | Experiments estudiantils                 | 26 Juny                       | Reeixit                                 |
| 26 Juny 11:21        | Apogeu: ~118 km |                                             |                                          |                                          |                               |                                         |
| 30 Juny 04:22:00     | PSLV-CA | PSLV-CA                                     | Satish Dhawan FLP                        | Satish Dhawan FLP                        | ISRO                          | ISRO                                    |
| 30 Juny 04:22:00     | SPOT 7 | Spot Image                                  | Terrestre Baixa (SSO)                    | Imatgeria terrestre                      | En òrbita                     | Operacional                             |
| 30 Juny 04:22:00     | CanX-4 | UTIAS                                       | Terrestre Baixa (SSO)                    | Tecnologia                               | En òrbita                     | Operacional                             |
| 30 Juny 04:22:00     | CanX-5 | UTIAS                                       | Terrestre Baixa (SSO)                    | Tecnologia                               | En òrbita                     | Operacional                             |
| 30 Juny 04:22:00     | AISat | DLR                                         | Terrestre Baixa (SSO)                    | Tecnologia                               | En òrbita                     | Operacional                             |
| 30 Juny 04:22:00     | VELOX-I | NTU                                         | Terrestre Baixa (SSO)                    | Tecnologia                               | En òrbita                     | Operacional                             |
| Juliol               | |                                             |                                          |                                          |                               |                                         |
| 2 Juliol 08:36       | Terrier-Improved Malemute | Terrier-Improved Malemute                   | Wallops Island                           | Wallops Island                           | NASA                          | NASA                                    |
| 2 Juliol 08:36       | SubTec-6 | NASA WFF                                    | Suborbital                               | Experiments estudiantils                 | 2 Juliol                      | Error de llançament                     |
| 2 Juliol 08:36       | Error en la segona etapa després de 19 segons de vol |                                             |                                          |                                          |                               |                                         |
| 2 Juliol 09:56:23    | Delta II 7320-10C | Delta II 7320-10C                           | Vandenberg SLC-2W                        | Vandenberg SLC-2W                        | United Launch Alliance        | United Launch Alliance                  |
| 2 Juliol 09:56:23    | OCO-2 | NASA                                        | Terrestre Baixa (SSO)                    | Climatologia                             | En òrbita                     | Operacional                             |
| 3 Juliol 12:43:52    | Rókot/Briz-KM | Rókot/Briz-KM                               | Plesetsk Site 133/3                      | Plesetsk Site 133/3                      | VKO                           | VKO                                     |
| 3 Juliol 12:43:52    | Gonets-M18 | Gonets Satcom                               | Terrestre Baixa                          | Comunicacions                            | En òrbita                     | Operacional                             |
| 3 Juliol 12:43:52    | Gonets-M19 | Gonets Satcom                               | Terrestre Baixa                          | Comunicacions                            | En òrbita                     | Operacional                             |
| 3 Juliol 12:43:52    | Gonets-M20 | Gonets Satcom                               | Terrestre Baixa                          | Comunicacions                            | En òrbita                     | Operacional                             |
| 8 Juliol 15:58:28    | Soiuz-2.1b/Fregat | Soiuz-2.1b/Fregat                           | Baikonur Site 31/6                       | Baikonur Site 31/6                       | Roskosmos                     | Roskosmos                               |
| 8 Juliol 15:58:28    | Meteor-M No.2 | Roskosmos                                   | Terrestre Baixa (SSO)                    | Meteorologia                             | En òrbita                     | Operacional                             |
| 8 Juliol 15:58:28    | MKA-PN2 (Relek) | Roskosmos                                   | Terrestre Baixa (SSO)                    | Earth Science                            | En òrbita                     | Operational                             |
| 8 Juliol 15:58:28    | DX-1 | Dauria Aerospace                            | Terrestre Baixa (SSO)                    | Tecnologia                               | En òrbita                     | Operacional                             |
| 8 Juliol 15:58:28    | UKube-1 | UKSA                                        | Terrestre Baixa (SSO)                    | Tecnologia                               | En òrbita                     | Operacional                             |
| 8 Juliol 15:58:28    | TechDemoSat-1 | UKSA                                        | Terrestre Baixa (SSO)                    | Tecnologia                               | En òrbita                     | Operacional                             |
| 8 Juliol 15:58:28    | SkySat-2 | Skybox Imaging                              | Terrestre Baixa (SSO)                    | Observació terrestre                     | En òrbita                     | Operacional                             |
| 8 Juliol 15:58:28    | AEEIat-2 | NDRE                                        | Terrestre Baixa (SSO)                    | Tecnologia                               | En òrbita                     | Operacional                             |
| 9 Juliol 12:00:00    | Angara-1.2pp | Angara-1.2pp                                | Plesetsk Site 35/1                       | Plesetsk Site 35/1                       | VKO                           | VKO                                     |
| 9 Juliol 12:00:00    | | VKO                                         | Suborbital                               | Vol de prova                             | 9 Juliol                      | Reeixit                                 |
| 9 Juliol 12:00:00    | Vol inaugural de la família de coets Angara |                                             |                                          |                                          |                               |                                         |
| 10 Juliol 18:55:56   | Soiuz-STB/Fregat | Soiuz-STB/Fregat                            | Kourou ELS                               | Kourou ELS                               | Arianespace                   | Arianespace                             |
| 10 Juliol 18:55:56   | O3b FM3 | O3b Networks                                | Terrestre Mitjana                        | Comunicacions                            | En òrbita                     | Operacional                             |
| 10 Juliol 18:55:56   | O3b FM6 | O3b Networks                                | Terrestre Mitjana                        | Comunicacions                            | En òrbita                     | Operacional                             |
| 10 Juliol 18:55:56   | O3b FM7 | O3b Networks                                | Terrestre Mitjana                        | Comunicacions                            | En òrbita                     | Operacional                             |
| 10 Juliol 18:55:56   | O3b FM8 | O3b Networks                                | Terrestre Mitjana                        | Comunicacions                            | En òrbita                     | Operacional                             |
| 13 Juliol 16:52:14   | Antares 120 | Antares 120                                 | MARS LP-0A                               | MARS LP-0A                               | Orbital Sciences              | Orbital Sciences                        |
| 13 Juliol 16:52:14   | Cygnus CRS Orb-2 | Orbital/NASA                                | Terrestre Baixa (EEI)                    | Abastiment de l'EEI                      | 17 Agost                      | Reeixit                                 |
| 13 Juliol 16:52:14   | TechEdSat 4 | NASA Ames                                   | Terrestre Baixa                          | Imatgeria òptica                         | En òrbita                     | Operacional                             |
| 13 Juliol 16:52:14   | MicroMAS | MIT                                         | Terrestre Baixa                          | Tecnologia                               | En òrbita                     | Operacional                             |
| 13 Juliol 16:52:14   | GEARRS | Taylor/USAF                                 | Terrestre Baixa                          | Tecnologia                               | En òrbita                     | Operacional                             |
| 13 Juliol 16:52:14   | Lambdasat | Lambda Team                                 | Terrestre Baixa                          | Tecnologia                               | En òrbita                     | Operacional                             |
| 13 Juliol 16:52:14   | Flock-1b 1 | Planet Labs                                 | Terrestre Baixa                          | Imatgeria òptica                         | 1 gener 2015                  | Reeixit                                 |
| 13 Juliol 16:52:14   | Flock-1b 2 | Planet Labs                                 | Terrestre Baixa                          | Imatgeria òptica                         | En òrbita                     | Operacional                             |
| 13 Juliol 16:52:14   | Flock-1b 3 | Planet Labs                                 | Planificat: Terrestre Baixa              | Imatgeria òptica                         | 11 febrer 2015                | N/A                                     |
| 13 Juliol 16:52:14   | Flock-1b 4 | Planet Labs                                 | Planificat: Terrestre Baixa              | Imatgeria òptica                         | 11 febrer 2015                | N/A                                     |
| 13 Juliol 16:52:14   | Flock-1b 5 | Planet Labs                                 | Terrestre Baixa                          | Imatgeria òptica                         | En òrbita                     | Operacional                             |
| 13 Juliol 16:52:14   | Flock-1b 6 | Planet Labs                                 | Terrestre Baixa                          | Imatgeria òptica                         | En òrbita                     | Operacional                             |
| 13 Juliol 16:52:14   | Flock-1b 7 | Planet Labs                                 | Terrestre Baixa                          | Imatgeria òptica                         | En òrbita                     | Operacional                             |
| 13 Juliol 16:52:14   | Flock-1b 8 | Planet Labs                                 | Terrestre Baixa                          | Imatgeria òptica                         | En òrbita                     | Operacional                             |
| 13 Juliol 16:52:14   | Flock-1b 9 | Planet Labs                                 | Terrestre Baixa                          | Imatgeria òptica                         | En òrbita                     | Operacional                             |
| 13 Juliol 16:52:14   | Flock-1b 10 | Planet Labs                                 | Terrestre Baixa                          | Imatgeria òptica                         | En òrbita                     | Operacional                             |
| 13 Juliol 16:52:14   | Flock-1b 11 | Planet Labs                                 | Terrestre Baixa                          | Imatgeria òptica                         | En òrbita                     | Operacional                             |
| 13 Juliol 16:52:14   | Flock-1b 12 | Planet Labs                                 | Terrestre Baixa                          | Imatgeria òptica                         | En òrbita                     | Operacional                             |
| 13 Juliol 16:52:14   | Flock-1b 13 | Planet Labs                                 | Planificat: Terrestre Baixa              | Imatgeria òptica                         | 11 febrer 2015                | N/A                                     |
| 13 Juliol 16:52:14   | Flock-1b 14 | Planet Labs                                 | Planificat: Terrestre Baixa              | Imatgeria òptica                         | 11 febrer 2015                | N/A                                     |
| 13 Juliol 16:52:14   | Flock-1b 15 | Planet Labs                                 | Terrestre Baixa                          | Imatgeria òptica                         | En òrbita                     | Operacional                             |
| 13 Juliol 16:52:14   | Flock-1b 16 | Planet Labs                                 | Terrestre Baixa                          | Imatgeria òptica                         | 13 Desembre                   | Reeixit                                 |
| 13 Juliol 16:52:14   | Flock-1b 17 | Planet Labs                                 | Terrestre Baixa                          | Imatgeria òptica                         | En òrbita                     | Operacional                             |
| 13 Juliol 16:52:14   | Flock-1b 18 | Planet Labs                                 | Terrestre Baixa                          | Imatgeria òptica                         | En òrbita                     | Operacional                             |
| 13 Juliol 16:52:14   | Flock-1b 19 | Planet Labs                                 | Planificat: Terrestre Baixa              | Imatgeria òptica                         | 11 febrer 2015                | N/A                                     |
| 13 Juliol 16:52:14   | Flock-1b 20 | Planet Labs                                 | Planificat: Terrestre Baixa              | Imatgeria òptica                         | 11 febrer 2015                | N/A                                     |
| 13 Juliol 16:52:14   | Flock-1b 21 | Planet Labs                                 | Terrestre Baixa                          | Imatgeria òptica                         | En òrbita                     | Operacional                             |
| 13 Juliol 16:52:14   | Flock-1b 22 | Planet Labs                                 | Terrestre Baixa                          | Imatgeria òptica                         | En òrbita                     | Operacional                             |
| 13 Juliol 16:52:14   | Flock-1b 23 | Planet Labs                                 | Terrestre Baixa                          | Imatgeria òptica                         | En òrbita                     | Operacional                             |
| 13 Juliol 16:52:14   | Flock-1b 24 | Planet Labs                                 | Terrestre Baixa                          | Imatgeria òptica                         | En òrbita                     | Operacional                             |
| 13 Juliol 16:52:14   | Flock-1b 25 | Planet Labs                                 | Terrestre Baixa                          | Imatgeria òptica                         | En òrbita                     | Operacional                             |
| 13 Juliol 16:52:14   | Flock-1b 26 | Planet Labs                                 | Terrestre Baixa                          | Imatgeria òptica                         | 14 Desembre                   | Reeixit                                 |
| 13 Juliol 16:52:14   | Flock-1b 27 | Planet Labs                                 | Terrestre Baixa                          | Imatgeria òptica                         | En òrbita                     | Operacional                             |
| 13 Juliol 16:52:14   | Flock-1b 28 | Planet Labs                                 | Terrestre Baixa                          | Imatgeria òptica                         | En òrbita                     | Operacional                             |
| 13 Juliol 16:52:14   | Totes les càrregues útils apart de Cygnus són CubeSats transportats a bord de Cygnus pel seu desplegament des de l'EEI. Flock-1b 3/4/13/14/19/20 no desplegat abans de tornar a la Terra.                                                                                              |                                             |                                          |                                          |                               |                                         |
| 14 Juliol            | GoFast | GoFast                                      | Black Rock Desert, Nevada, EUA           | Black Rock Desert, Nevada, EUA           | CSXT                          | CSXT                                    |
| 14 Juliol            | EUA | CSXT                                        | Suborbital                               | Prova de nau espacial                    | 14 Juliol                     | Reeixit                                 |
| 14 Juliol            | Segon llançament espacial novell de GoFast (Apogeu: 117 km) |                                             |                                          |                                          |                               |                                         |
| 14 Juliol 15:15:00   | Falcon 9 v1.1 | Falcon 9 v1.1                               | Cape Canaveral SLC-40                    | Cape Canaveral SLC-40                    | SpaceX                        | SpaceX                                  |
| 14 Juliol 15:15:00   | Orbcomm-2 F3 | Orbcomm                                     | Terrestre Baixa                          | Comunicacions                            | En òrbita                     | Operacional                             |
| 14 Juliol 15:15:00   | Orbcomm-2 F4 | Orbcomm                                     | Terrestre Baixa                          | Comunicacions                            | En òrbita                     | Operacional                             |
| 14 Juliol 15:15:00   | Orbcomm-2 F6 | Orbcomm                                     | Terrestre Baixa                          | Comunicacions                            | En òrbita                     | Operacional                             |
| 14 Juliol 15:15:00   | Orbcomm-2 F7 | Orbcomm                                     | Terrestre Baixa                          | Comunicacions                            | En òrbita                     | Operacional                             |
| 14 Juliol 15:15:00   | Orbcomm-2 F9 | Orbcomm                                     | Terrestre Baixa                          | Comunicacions                            | En òrbita                     | Operacional                             |
| 14 Juliol 15:15:00   | Orbcomm-2 F11 | Orbcomm                                     | Terrestre Baixa                          | Comunicacions                            | En òrbita                     | Operacional                             |
| 18 Juliol 20:50:00   | Soiuz-2.1a | Soiuz-2.1a                                  | Baikonur Site 31/6                       | Baikonur Site 31/6                       | Roskosmos                     | Roskosmos                               |
| 18 Juliol 20:50:00   | Foton-M No.4 | Roscosmos                                   | Terrestre Baixa                          | Microgravetat                            | 1 Setembre 09:18              | Reeixit                                 |
| 22 Juliol 19:10      | Black Brant IX | Black Brant IX                              | White Sands                              | White Sands                              | NASA                          | NASA                                    |
| 22 Juliol 19:10      | DFS | USC                                         | Suborbital                               | Solar                                    | 22 Juliol                     | Reeixit                                 |
| 22 Juliol 19:10      | Apogeu: 320 km |                                             |                                          |                                          |                               |                                         |
| 23 Juliol            | B-611 | B-611                                       | Shuangchengzi                            | Shuangchengzi                            | PLA                           | PLA                                     |
| 23 Juliol            | | PLA                                         | Suborbital                               | Objectiu d'ABM                           | 23 Juliol                     | Reeixit                                 |
| 23 Juliol            | Objectiu |                                             |                                          |                                          |                               |                                         |
| 23 Juliol            | SC-19 | SC-19                                       | Korla                                    | Korla                                    | PLA                           | PLA                                     |
| 23 Juliol            | | PLA                                         | Suborbital                               | Prova d'ABM                              | 23 Juliol                     | Reeixit                                 |
| 23 Juliol            | Interceptor, intercepció amb èxit |                                             |                                          |                                          |                               |                                         |
| 23 Juliol 21:44:44   | Soiuz-U | Soiuz-U                                     | Baikonur Site 1/5                        | Baikonur Site 1/5                        | Roskosmos                     | Roskosmos                               |
| 23 Juliol 21:44:44   | Progress M-24M | Roskosmos                                   | Terrestre Baixa (EEI)                    | Abastiment de l'EEI                      | 20 novembre                   | Reeixit                                 |
| 28 Juliol 23:28:00   | Delta IV M+(4,2) | Delta IV M+(4,2)                            | Cape Canaveral SLC-37B                   | Cape Canaveral SLC-37B                   | United Launch Alliance        | United Launch Alliance                  |
| 28 Juliol 23:28:00   | USA-253 (GSSAP #1) | Força Aèria dels EUA                        | Geosíncrona                              | Vigilància espacial                      | En òrbita                     | Operacional                             |
| 28 Juliol 23:28:00   | USA-254 (GSSAP #2) | Força Aèria dels EUA                        | Geosíncrona                              | Vigilància espacial                      | En òrbita                     | Operacional                             |
| 28 Juliol 23:28:00   | ANGELS (USA-255) | AFRL                                        | Geosíncrona                              | Tecnologia                               | En òrbita                     | Operacional                             |
| 28 Juliol 23:28:00   | Air Force Space Command Launch 4. Primer llançament de l'USAF Geosynchronous Space Situational Awareness Program. |                                             |                                          |                                          |                               |                                         |
| 29 Juliol 23:47:38   | Ariane 5 ES | Ariane 5 ES                                 | Kourou ELA-3                             | Kourou ELA-3                             | Arianespace                   | Arianespace                             |
| 29 Juliol 23:47:38   | Georges Lemaître ATV | ESA                                         | Terrestre Baixa (EEI)                    | Abastiment de l'EEI                      | En òrbita                     | Operacional                             |
| Agost                | |                                             |                                          |                                          |                               |                                         |
| 2 Agost 03:23:00     | Atlas V 401 | Atlas V 401                                 | Cape Canaveral SLC-41                    | Cape Canaveral SLC-41                    | United Launch Alliance        | United Launch Alliance                  |
| 2 Agost 03:23:00     | USA-256 (GPS IIF-7) | Força Aèria dels EUA                        | Terrestre Mitjana                        | Navegació                                | En òrbita                     | Operacional                             |
| 4 Agost 14:00:00     | S-310 | S-310                                       | Uchinoura                                | Uchinoura                                | JAXA                          | JAXA                                    |
| 4 Agost 14:00:00     | JPN | Tòquio/JAXA/Waseda                          | Suborbital                               | Microgravetat                            | 4 Agost                       | Reeixit                                 |
| 4 Agost 14:00:00     | Apogeu: 117 km |                                             |                                          |                                          |                               |                                         |
| 5 Agost 08:00:00     | Falcon 9 v1.1 | Falcon 9 v1.1                               | Cape Canaveral SLC-40                    | Cape Canaveral SLC-40                    | SpaceX                        | SpaceX                                  |
| 5 Agost 08:00:00     | AsiaSat 8 | AsiaSat                                     | Geosíncrona                              | Comunicacions                            | En òrbita                     | Operacional                             |
| 9 Agost 05:45:03     | Llarga Marxa 4C | Llarga Marxa 4C                             | Jiuquan LA-4/SLS-2                       | Jiuquan LA-4/SLS-2                       | SAST                          | SAST                                    |
| 9 Agost 05:45:03     | Yaogan 20A | CNSA                                        | Terrestre Baixa                          | ELINT                                    | En òrbita                     | Operacional                             |
| 9 Agost 05:45:03     | Yaogan 20B | CNSA                                        | Terrestre Baixa                          | ELINT                                    | En òrbita                     | Operacional                             |
| 9 Agost 05:45:03     | Yaogan 20C | CNSA                                        | Terrestre Baixa                          | ELINT                                    | En òrbita                     | Operacional                             |
| 13 Agost 18:30:30    | Atlas V 401 | Atlas V 401                                 | Vandenberg SLC-3E                        | Vandenberg SLC-3E                        | United Launch Alliance        | United Launch Alliance                  |
| 13 Agost 18:30:30    | WorldView-3 | DigitalGlobe                                | Terrestre Baixa (SSO)                    | Imatgeria terrestre                      | En òrbita                     | Operacional                             |
| 17 Agost 10:10:00    | S-520 | S-520                                       | Uchinoura                                | Uchinoura                                | JAXA                          | JAXA                                    |
| 17 Agost 10:10:00    | JPN | Tòquio/Hokkaido/Tohoku/TPU/Tokai/JAXA       | Suborbital                               | Investigació de la ionosfera             | 17 Agost                      | Reeixit                                 |
| 17 Agost 10:10:00    | Apogeu: 243 km |                                             |                                          |                                          |                               |                                         |
| 19 Agost 03:15:05    | Llarga Marxa 4B | Llarga Marxa 4B                             | Taiyuan LC-9                             | Taiyuan LC-9                             | SAST                          | SAST                                    |
| 19 Agost 03:15:05    | Gaofen 2 | CNSA                                        | Terrestre Baixa (SSO)                    | Observació terrestre                     | En òrbita                     | Operacional                             |
| 19 Agost 03:15:05    | Heweliusz (BRITE-PL2) | PAS                                         | Terrestre Baixa (SSO)                    | Astronomia                               | En òrbita                     | Operacional                             |
| 22 Agost 12:27:11    | Soiuz-STB/Fregat | Soiuz-STB/Fregat                            | Kourou ELS                               | Kourou ELS                               | Arianespace                   | Arianespace                             |
| 22 Agost 12:27:11    | Galileo-FOC 1 | ESA                                         | Terrestre Mitjana                        | Navegació                                | En òrbita                     | Error parcial de llançament Operacional |
| 22 Agost 12:27:11    | Galileo-FOC 2 | ESA                                         | Terrestre Mitjana                        | Navegació                                | En òrbita                     | Error parcial de llançament Operacional |
| 22 Agost 12:27:11    | Nau espacial en òrbita incorrecta a causa d'una interrupció dels impulsadors de control d'actitud en el tram superior del Fregat quan el seu subministrament de propel·lent d'hidrazina va quedar congelat per una línia d'alimentació d'heli congelada.                               |                                             |                                          |                                          |                               |                                         |
| 23 Agost 13:13       | Terrier-Lynx | Terrier-Lynx                                | Wallops Island                           | Wallops Island                           | DoD                           | DoD                                     |
| 23 Agost 13:13       | Shark | DoD                                         | Suborbital                               | Objectiu de radar                        | 23 Agost                      | Reeixit                                 |
| 23 Agost 13:13       | Apogeu: ~150 km? |                                             |                                          |                                          |                               |                                         |
| 25 Agost 08:25       | UGM-27 Polaris (STARS) | UGM-27 Polaris (STARS)                      | Kodiak LP-2                              | Kodiak LP-2                              | Força Aèria dels EUA          | Força Aèria dels EUA                    |
| 25 Agost 08:25       | AHW FT2 | Exèrcit dels EUA                            | Suborbital                               | Tecnologia                               | 25 Agost                      | Error de llançament                     |
| 25 Agost 08:25       | El vehicle de llançament va sortir de la trajectòria planejada i va ser destruït segons després del llançament |                                             |                                          |                                          |                               |                                         |
| 28 Agost 09:00       | Black Brant IX | Black Brant IX                              | Wallops Island                           | Wallops Island                           | NASA                          | NASA                                    |
| 28 Agost 09:00       | EUA | NASA WFF                                    | Suborbital                               | Tecnologia                               | 28 Agost                      | Reeixit                                 |
| 28 Agost 09:00       | Apogeu: ~350 km |                                             |                                          |                                          |                               |                                         |
| Setembre             | |                                             |                                          |                                          |                               |                                         |
| 2 Setembre 02:02     | VS-30/EPL | VS-30/EPL                                   | Alcântara                                | Alcântara                                | AEB                           | AEB                                     |
| 2 Setembre 02:02     | EPL-ME | INPE                                        | Suborbital                               | Test                                     | 2 Setembre                    | Reeixit                                 |
| 2 Setembre 02:02     | Apogeu: 130 km? |                                             |                                          |                                          |                               |                                         |
| 4 Setembre 00:15:04  | Llarga Marxa 2D | Llarga Marxa 2D                             | Jiuquan LA-4/SLS-2                       | Jiuquan LA-4/SLS-2                       | SAST                          | SAST                                    |
| 4 Setembre 00:15:04  | Chuangxin 1-04 | CAS                                         | Terrestre Baixa (SSO)                    | Comunicacions                            | En òrbita                     | Operacional                             |
| 4 Setembre 00:15:04  | Lingqiao | Tsinghua                                    | Terrestre Baixa (SSO)                    | Comunicacions/Tecnologia                 | En òrbita                     | Operacional                             |
| 7 Setembre 05:00:00  | Falcon 9 v1.1 | Falcon 9 v1.1                               | Cape Canaveral SLC-40                    | Cape Canaveral SLC-40                    | SpaceX                        | SpaceX                                  |
| 7 Setembre 05:00:00  | AsiaSat 6 | AsiaSat                                     | Geosíncrona                              | Comunicacions                            | En òrbita                     | Operacional                             |
| 8 Setembre 03:22:05  | Llarga Marxa 4B | Llarga Marxa 4B                             | Taiyuan LA-9                             | Taiyuan LA-9                             | SAST                          | SAST                                    |
| 8 Setembre 03:22:05  | Yaogan 21 | CNSA                                        | Terrestre Baixa (SSO)                    | Reconeixement                            | En òrbita                     | Operacional                             |
| 8 Setembre 03:22:05  | Tiantuo 2 | NUDT                                        | Terrestre Baixa (SSO)                    | Tecnologia                               | En òrbita                     | Operacional                             |
| 9 Setembre           | Blue Sparrow | Blue Sparrow                                | F-15 Eagle, Israel                       | F-15 Eagle, Israel                       | IAF                           | IAF                                     |
| 9 Setembre           | | Força Aèria d'Israel                        | Suborbital                               | Objectiu d'ABM                           | 9 Setembre                    | Reeixit                                 |
| 9 Setembre           | Objectiu de l'Arrow-2, intercepció fracassada, Apogeu: ~100 km? |                                             |                                          |                                          |                               |                                         |
| 10 Setembre          | RSM-56 Bulava | RSM-56 Bulava                               | K-551 Vladimir Monomakh, Mar Blanc       | K-551 Vladimir Monomakh, Mar Blanc       | VMF                           | VMF                                     |
| 10 Setembre          | | VMF                                         | Suborbital                               | Prova de míssil                          | 10 Setembre                   | Reeixit                                 |
| 11 Setembre 05:41    | Agni-I | Agni-I                                      | Integrated Test Range                    | Integrated Test Range                    | IDRDL                         | IDRDL                                   |
| 11 Setembre 05:41    | | IDRDL                                       | Suborbital                               | Prova de Missile                         | 11 Setembre                   | Reeixit                                 |
| 11 Setembre 05:41    | Apogeu: ~500 km? |                                             |                                          |                                          |                               |                                         |
| 11 Setembre 22:05:07 | Ariane 5 ECA | Ariane 5 ECA                                | Kourou ELA-3                             | Kourou ELA-3                             | Arianespace                   | Arianespace                             |
| 11 Setembre 22:05:07 | MEASAT 3b | MEASAT                                      | Geosíncrona                              | Comunicacions                            | En òrbita                     | Operacional                             |
| 11 Setembre 22:05:07 | Optus 10 | Optus                                       | Geosíncrona                              | Comunicacions                            | En òrbita                     | Operacional                             |
| 17 Setembre 00:10:00 | Atlas V 401 | Atlas V 401                                 | Cape Canaveral SLC-41                    | Cape Canaveral SLC-41                    | United Launch Alliance        | United Launch Alliance                  |
| 17 Setembre 00:10:00 | USA-257 (CLIO) | TBD                                         | Geosíncrona                              | Comunicacions                            | En òrbita                     | Operacional                             |
| 21 Setembre 05:52:03 | Falcon 9 v1.1 | Falcon 9 v1.1                               | Cape Canaveral SLC-40                    | Cape Canaveral SLC-40                    | SpaceX                        | SpaceX                                  |
| 21 Setembre 05:52:03 | SpaceX CRS-4 | SpaceX/NASA                                 | Terrestre Baixa (EEI)                    | Abastiment de l'EEI                      | 25 Octubre                    | Reeixit                                 |
| 21 Setembre 05:52:03 | SpinSat | NRL                                         | Terrestre Baixa                          | Tecnologia                               | En òrbita                     | Operacional                             |
| 21 Setembre 05:52:03 | SpinSat va ser desplegat des de l'EEI el 28 de novembre. |                                             |                                          |                                          |                               |                                         |
| 22 Setembre 13:00    | UGM-133 Trident II D5 | UGM-133 Trident II D5                       | Submarí, Oceà Pacífic                    | Submarí, Oceà Pacífic                    | Marina dels EUA               | Marina dels EUA                         |
| 22 Setembre 13:00    | | Marina dels EUA                             | Suborbital                               | Prova de míssil                          | 22 Setembre                   | Reeixit                                 |
| 22 Setembre 13:00    | UGM-133 Trident II D5 | UGM-133 Trident II D5                       | Submarí, Oceà Pacífic                    | Submarí, Oceà Pacífic                    | Marina dels EUA               | Marina dels EUA                         |
| 22 Setembre 13:00    | | Marina dels EUA                             | Suborbital                               | Prova de míssil                          | 22 Setembre                   | Reeixit                                 |
| 22 Setembre 13:00    | UGM-133 Trident II D5 | UGM-133 Trident II D5                       | Submarí, Oceà Pacífic                    | Submarí, Oceà Pacífic                    | Marina dels EUA               | Marina dels EUA                         |
| 22 Setembre 13:00    | | Marina dels EUA                             | Suborbital                               | Prova de míssil                          | 22 Setembre                   | Reeixit                                 |
| 23 Setembre 14:45    | LGM-30G Minuteman III | LGM-30G Minuteman III                       | Vandenberg LF-09                         | Vandenberg LF-09                         | Força Aèria dels EUA          | Força Aèria dels EUA                    |
| 23 Setembre 14:45    | | Força Aèria dels EUA                        | Suborbital                               | Vol de prova                             | 23 Setembre                   | Reeixit                                 |
| 23 Setembre 14:45    | GT211GM, Apogeu: ~1300 km ? |                                             |                                          |                                          |                               |                                         |
| 25 Setembre 20:25:00 | Soiuz-FG | Soiuz-FG                                    | Baikonur Site 1/5                        | Baikonur Site 1/5                        | Roskosmos                     | Roskosmos                               |
| 25 Setembre 20:25:00 | Soiuz TMA-14M | Roskosmos                                   | Terrestre Baixa (EEI)                    | Expedició 41/42                          | En òrbita                     | Operacional                             |
| 25 Setembre 20:25:00 | Vol tripulat amb tres cosmonautes |                                             |                                          |                                          |                               |                                         |
| 27 Setembre 20:23:00 | Proton-M/Briz-M | Proton-M/Briz-M                             | Baikonur Site 81/24                      | Baikonur Site 81/24                      | Khrunichev                    | Khrunichev                              |
| 27 Setembre 20:23:00 | Olymp-K (Luch) | VKO                                         | Geosíncrona                              | Comunicacions                            | En òrbita                     | Operacional                             |
| 28 Setembre 05:13:03 | Llarga Marxa 2C | Llarga Marxa 2C                             | Jiuquan LA-4/SLS-2                       | Jiuquan LA-4/SLS-2                       | CALT                          | CALT                                    |
| 28 Setembre 05:13:03 | Shijian 11-07 | CNSA                                        | Terrestre Baixa (SSO)                    | Tecnologia                               | En òrbita                     | Operacional                             |
| 30 Setembre          | Black Brant IX | Black Brant IX                              | White Sands                              | White Sands                              | NASA                          | NASA                                    |
| 30 Setembre          | VAULT 2.0 | NRL                                         | Suborbital                               | Solar                                    | 30 Setembre                   | Reeixit                                 |
| 30 Setembre          | Apogeu: 290 km |                                             |                                          |                                          |                               |                                         |
| Octubre              | |                                             |                                          |                                          |                               |                                         |
| 7 Octubre 05:16:00   | H-IIA 202 | H-IIA 202                                   | Tanegashima Y1                           | Tanegashima Y1                           | Mitsubishi                    | Mitsubishi                              |
| 7 Octubre 05:16:00   | Himawari 8 | JMA                                         | Geosíncrona                              | Meteorologia                             | En òrbita                     | Operacional                             |
| 7 Octubre 13:10      | Sounding Rocket X | Sounding Rocket X                           | Jiu Peng Air Base                        | Jiu Peng Air Base                        | NSPO                          | NSPO                                    |
| 7 Octubre 13:10      | | NSPO                                        | Suborbital                               | Investigació ionosfèrica                 | 7 Octubre                     | Reeixit                                 |
| 7 Octubre 13:10      | Apogeu: 286 km |                                             |                                          |                                          |                               |                                         |
| 12 Octubre 04:27     | Terrier-Lynx | Terrier-Lynx                                | Wallops Island                           | Wallops Island                           | DoD                           | DoD                                     |
| 12 Octubre 04:27     | Shark | DoD                                         | Suborbital                               | Objectiu de radar                        | 12 Octubre                    | Reeixit                                 |
| 12 Octubre 04:27     | Apogeu: ~150 km? |                                             |                                          |                                          |                               |                                         |
| 15 Octubre 20:02:00  | PSLV-XL | PSLV-XL                                     | Satish Dhawan FLP                        | Satish Dhawan FLP                        | ISRO                          | ISRO                                    |
| 15 Octubre 20:02:00  | IRNSS-1C | ISRO                                        | Geosíncrona                              | Navegació                                | En òrbita                     | Operacional                             |
| 16 Octubre 21:43:52  | Ariane 5 ECA | Ariane 5 ECA                                | Kourou ELA-3                             | Kourou ELA-3                             | Arianespace                   | Arianespace                             |
| 16 Octubre 21:43:52  | Intelsat 30 | Intelsat                                    | Geosíncrona                              | Comunicacions                            | En òrbita                     | Operacional                             |
| 16 Octubre 21:43:52  | ARSAT-1 | AR-SAT SA                                   | Geosíncrona                              | Comunicacions                            | En òrbita                     | Operacional                             |
| 17 Octubre 07:08     | MRBM-T3 ? | MRBM-T3 ?                                   | Kauai                                    | Kauai                                    | MDA                           | MDA                                     |
| 17 Octubre 07:08     | | MDA                                         | Suborbital                               | Objectiu de radar                        | 17 Octubre                    | Reeixit                                 |
| 17 Octubre 07:08     | Objectiu per a Míssil Balístic de Rang Mitjà, objectiu de radar Aegis per a FTX-20 |                                             |                                          |                                          |                               |                                         |
| 20 Octubre 06:31:04  | Llarga Marxa 4C | Llarga Marxa 4C                             | Taiyuan LA-9                             | Taiyuan LA-9                             | SAST                          | SAST                                    |
| 20 Octubre 06:31:04  | Yaogan 22 | CNSA                                        | Terrestre Baixa (SSO)                    | Reconeixement                            | En òrbita                     | Operacional                             |
| 21 Octubre 15:09:32  | Proton-M/Briz-M | Proton-M/Briz-M                             | Baikonur Site 81/24                      | Baikonur Site 81/24                      | Khrunichev                    | Khrunichev                              |
| 21 Octubre 15:09:32  | Ekspress-AM6 | RSCC                                        | Geosíncrona                              | Comunicacions                            | En òrbita                     | Error parcial de llançament Operacional |
| 21 Octubre 15:09:32  | La falta de rendiment de l'etapa superior va resultar en una òrbita més baixa que la programada. |                                             |                                          |                                          |                               |                                         |
| 23 Octubre 13:33     | SpaceLoft XL | SpaceLoft XL                                | Spaceport America                        | Spaceport America                        | UP Aerospace                  | UP Aerospace                            |
| 23 Octubre 13:33     | FOP-3 | NASA                                        | Suborbital                               | Four technology experiments              | 23 Octubre                    | Reeixit                                 |
| 23 Octubre 13:33     | mission SL-9, Apogeu: 124 km, recuperat amb èxit |                                             |                                          |                                          |                               |                                         |
| 23 Octubre 18:00:04  | Llarga Marxa 3C | Llarga Marxa 3C                             | Xichang LA-2                             | Xichang LA-2                             | CAST                          | CAST                                    |
| 23 Octubre 18:00:04  | Chang'e 5-T1 | CNSA                                        | Trajectòria lliure de retorn lunar       | Tecnologia                               | En òrbita                     | Operacional                             |
| 23 Octubre 18:00:04  | Càpsula de retorn Chang'e 5-T1 | CNSA                                        | Trajectòria lliure de retorn lunar       | Tecnologia                               | 31 Octubre 22:42              | Reeixit                                 |
| 23 Octubre 18:00:04  | Prova del mòdul de retorn de mostres lunar Chang'e 5 en una trajectòria lliure de retorn lunar; nau principal més tard va volar al punt de Lagrange L2 Terra-Lluna. |                                             |                                          |                                          |                               |                                         |
| 27 Octubre 06:59:03  | Llarga Marxa 2C | Llarga Marxa 2C                             | Jiuquan LA-4/SLS-2                       | Jiuquan LA-4/SLS-2                       | CALT                          | CALT                                    |
| 27 Octubre 06:59:03  | Shijian 11-08 | CNSA                                        | Terrestre Baixa (SSO)                    | Tecnologia                               | En òrbita                     | Operacional                             |
| 28 Octubre 22:22:38  | Antares 130 | Antares 130                                 | MARS LP-0A                               | MARS LP-0A                               | Orbital Sciences              | Orbital Sciences                        |
| 28 Octubre 22:22:38  | Cygnus CRS Orb-3 | Orbital/NASA                                | Destinat: Terrestre Baixa (EEI)          | Abastiment de l'EEI                      | +15 Segons                    | Error de llançament                     |
| 28 Octubre 22:22:38  | Error en la primera etapa; el coet va estavellar-se prop de la plataforma de llançament; es va estimar 20 milions de dòlars en reparació per reconstruir el Pad 0A. Only flight of Antares 130.                                                                                        |                                             |                                          |                                          |                               |                                         |
| 29 Octubre 07:09:43  | Soiuz-2.1a | Soiuz-2.1a                                  | Baikonur Site 31/6                       | Baikonur Site 31/6                       | Roskosmos                     | Roskosmos                               |
| 29 Octubre 07:09:43  | Progress M-25M | Roskosmos                                   | Terrestre Baixa (EEI)                    | Abastiment de l'EEI                      | En òrbita                     | Operacional                             |
| 29 Octubre 17:21:00  | Atlas V 401 | Atlas V 401                                 | Cape Canaveral SLC-41                    | Cape Canaveral SLC-41                    | United Launch Alliance        | United Launch Alliance                  |
| 29 Octubre 17:21:00  | USA-258 (GPS IIF-8) | Força Aèria dels EUA                        | Terrestre Mitjana                        | Navegació                                | En òrbita                     | Operacional                             |
| 29 Octubre 17:27:00  | RSM-56 Bulava | RSM-56 Bulava                               | K-535 Yuri Dolgorukiy, Mar Blanc         | K-535 Yuri Dolgorukiy, Mar Blanc         | VMF                           | VMF                                     |
| 29 Octubre 17:27:00  | | VMF                                         | Suborbital                               | Prova de Missile                         | 29 Octubre                    | Reeixit                                 |
| 30 Octubre 01:42:52  | Soiuz-2.1a/Fregat | Soiuz-2.1a/Fregat                           | Plesetsk Site 43/4                       | Plesetsk Site 43/4                       | RVSN RF                       | RVSN RF                                 |
| 30 Octubre 01:42:52  | Meridian 7 | VKO                                         | Molniya                                  | Comunicacions                            | En òrbita                     | Operacional                             |
| Novembre             | |                                             |                                          |                                          |                               |                                         |
| 1 novembre 06:20     | RS-12M Topol | RS-12M Topol                                | Plesetsk                                 | Plesetsk                                 | RVSN                          | RVSN                                    |
| 1 novembre 06:20     | | RVSN                                        | Suborbital                               | Prova de míssil                          | 1 novembre                    | Reeixit                                 |
| 5 novembre           | R-29RMU Sineva | R-29RMU Sineva                              | K-114 Tula, Barents Sea                  | K-114 Tula, Barents Sea                  | VMF                           | VMF                                     |
| 5 novembre           | | VMF                                         | Suborbital                               | Prova de míssil                          | 5 novembre                    | Reeixit                                 |
| 6 novembre 07:35:49  | Dnepr-1 | Dnepr-1                                     | Dombarovsky Site 13                      | Dombarovsky Site 13                      | ISC Kosmotras                 | ISC Kosmotras                           |
| 6 novembre 07:35:49  | Asnaro-1 | USEF                                        | Terrestre Baixa (SSO)                    | Teledetecció                             | En òrbita                     | Operacional                             |
| 6 novembre 07:35:49  | ChubuSat 1 | Nagoya                                      | Terrestre Baixa (SSO)                    | Tecnologia                               | En òrbita                     | Operacional                             |
| 6 novembre 07:35:49  | Hodoyoshi 1 | Tòquio                                      | Terrestre Baixa (SSO)                    | Tecnologia                               | En òrbita                     | Operacional                             |
| 6 novembre 07:35:49  | QSAT-EOS | Kyushu                                      | Terrestre Baixa (SSO)                    | Tecnologia                               | En òrbita                     | Operacional                             |
| 6 novembre 07:35:49  | TSUBAME | TT/JAXA                                     | Terrestre Baixa (SSO)                    | Astronomia                               | En òrbita                     | Operacional                             |
| 6 novembre 19:07     | Black Brant IX | Black Brant IX                              | White Sands                              | White Sands                              | NASA                          | NASA                                    |
| 6 novembre 19:07     | RAISE 2 | SwRI                                        | Suborbital                               | Solar                                    | 6 novembre                    | Reeixit                                 |
| 6 novembre 19:07     | Apogeu: 300 km |                                             |                                          |                                          |                               |                                         |
| 6 novembre 22:03     | Terrier-Oriole ? | Terrier-Oriole ?                            | Kauai                                    | Kauai                                    | MDA                           | MDA                                     |
| 6 novembre 22:03     | | MDA                                         | Suborbital                               | Objectiu d'ABM                           | 6 novembre                    | Reeixit                                 |
| 6 novembre 22:03     | Object per a SM-3 Block 1B |                                             |                                          |                                          |                               |                                         |
| 6 novembre 22:06     | RIM-161C Standard Missile 3 Block 1B | RIM-161C Standard Missile 3 Block 1B        | USS John Paul Jones DDG-53, Oceà Pacífic | USS John Paul Jones DDG-53, Oceà Pacífic | Marina dels EUA               | Marina dels EUA                         |
| 6 novembre 22:06     | | Marina dels EUA                             | Suborbital                               | Prova d'ABM                              | 6 novembre                    | Reeixit                                 |
| 6 novembre 22:06     | FTM-25, intercepció amb èxit |                                             |                                          |                                          |                               |                                         |
| 9 novembre 04:10     | Agni II | Agni II                                     | Integrated Test Range                    | Integrated Test Range                    | Exèrcit indi/DRDO             | Exèrcit indi/DRDO                       |
| 9 novembre 04:10     | | Exèrcit indi/DRDO                           | Suborbital                               | Prova de míssil                          | 9 novembre                    | Reeixit                                 |
| 13 novembre          | Shaheen-II | Shaheen-II                                  | Sonmiani                                 | Sonmiani                                 | ASFC                          | ASFC                                    |
| 13 novembre          | | ASFC                                        | Suborbital                               | Prova de míssil                          | 13 novembre                   | Reeixit                                 |
| 14 novembre          | Prithvi II | Prithvi II                                  | Integrated Test Range Launch Complex 3   | Integrated Test Range Launch Complex 3   | DRDO                          | DRDO                                    |
| 14 novembre          | | DRDO                                        | Suborbital                               | Prova de míssil                          | 14 novembre                   | Reeixit                                 |
| 14 novembre          | Apogeu: ~100 km |                                             |                                          |                                          |                               |                                         |
| 14 novembre          | Dhanush | Dhanush                                     | Vaixell, oceà índic                      | Vaixell, oceà índic                      | DRDO                          | DRDO                                    |
| 14 novembre          | | DRDO                                        | Suborbital                               | Objectiu                                 | 14 novembre                   | Reeixit                                 |
| 14 novembre          | Apogeu: ~100 km |                                             |                                          |                                          |                               |                                         |
| 14 novembre 18:53:05 | Llarga Marxa 2C | Llarga Marxa 2C                             | Taiyuan LA-9                             | Taiyuan LA-9                             | CALT                          | CALT                                    |
| 14 novembre 18:53:05 | Yaogan 23 | CNSA                                        | Terrestre Baixa (SSO)                    | Reconeixement                            | En òrbita                     | Operacional                             |
| 17 novembre          | Shaheen-IA | Shaheen-IA                                  | Sonmiani                                 | Sonmiani                                 | ASFC                          | ASFC                                    |
| 17 novembre          | | ASFC                                        | Suborbital                               | Prova de míssil                          | 17 novembre                   | Reeixit                                 |
| 20 novembre 07:12:03 | Llarga Marxa 2D | Llarga Marxa 2D                             | Jiuquan LA-4/SLS-2                       | Jiuquan LA-4/SLS-2                       | SAST                          | SAST                                    |
| 20 novembre 07:12:03 | Yaogan 24 | CNSA                                        | Terrestre Baixa (SSO)                    | Reconeixement                            | En òrbita                     | Operacional                             |
| 21 novembre 06:37:08 | Kuaizhou | Kuaizhou                                    | Jiuquan                                  | Jiuquan                                  | CASIC                         | CASIC                                   |
| 21 novembre 06:37:08 | Kuaizhou-2 | CAS                                         | Terrestre Baixa (SSO)                    | Imatgeria òptica                         | En òrbita                     | Operacional                             |
| 23 novembre 21:01:14 | Soiuz-FG | Soiuz-FG                                    | Baikonur Site 31/6                       | Baikonur Site 31/6                       | Roskosmos                     | Roskosmos                               |
| 23 novembre 21:01:14 | Soiuz TMA-15M | Roskosmos                                   | Terrestre Baixa (EEI)                    | Expedició 42/43                          | En òrbita                     | Operacional                             |
| 23 novembre 21:01:14 | Vol tripulat amb tres cosmonautes |                                             |                                          |                                          |                               |                                         |
| 24 novembre 08:05    | Black Brant XIIA | Black Brant XIIA                            | Andøya                                   | Andøya                                   | NASA                          | NASA                                    |
| 24 novembre 08:05    | C-REX | UAF                                         | Suborbital                               | Geospace                                 | 24 novembre                   | Reeixit                                 |
| 24 novembre 08:05    | Apogeu: 486 km |                                             |                                          |                                          |                               |                                         |
| 28 novembre          | RSM-56 Bulava | RSM-56 Bulava                               | K-550 Aleksandr Nevskiy, Mar Blanc       | K-550 Aleksandr Nevskiy, Mar Blanc       | VMF                           | VMF                                     |
| 28 novembre          | | VMF                                         | Suborbital                               | Prova de míssil                          | 28 novembre                   | Reeixit                                 |
| 30 novembre 21:52:26 | Soiuz-2.1b/Fregat | Soiuz-2.1b/Fregat                           | Plesetsk Site 43/4                       | Plesetsk Site 43/4                       | RVSN RF                       | RVSN RF                                 |
| 30 novembre 21:52:26 | Kosmos 2501 (GLONASS-K1) | VKO                                         | Terrestre Mitjana                        | Navegació                                | En òrbita                     | Operacional                             |
| Desembre             | |                                             |                                          |                                          |                               |                                         |
| 2 Desembre 04:49     | Agni-IV | Agni-IV                                     | Integrated Test Range                    | Integrated Test Range                    | DRDO                          | DRDO                                    |
| 2 Desembre 04:49     | | DRDO                                        | Suborbital                               | Prova de míssil                          | 2 Desembre                    | Reeixit                                 |
| 2 Desembre 04:49     | Apogeu: ~850 km? |                                             |                                          |                                          |                               |                                         |
| 3 Desembre 04:22:04  | H-IIA 202 | H-IIA 202                                   | Tanegashima Y1                           | Tanegashima Y1                           | Mitsubishi                    | Mitsubishi                              |
| 3 Desembre 04:22:04  | Hayabusa 2 | JAXA                                        | Heliocèntrica                            | Missió de retorn de mostres a asteroide  | En òrbita                     | Operacional                             |
| 3 Desembre 04:22:04  | DCAM3 | JAXA                                        | Heliocèntrica                            | Sonda a asteroide                        |                               |                                         |
| 3 Desembre 04:22:04  | MINERVA-II-A1 | JAXA                                        | Heliocèntrica                            | Mòdul de descens a asteroide             |                               |                                         |
| 3 Desembre 04:22:04  | MINERVA-II-A2 | JAXA                                        | Heliocèntrica                            | Mòdul de descens a asteroide             |                               |                                         |
| 3 Desembre 04:22:04  | MINERVA-II-B | JAXA                                        | Heliocèntric                             | Mòdul de descens a asteroide             |                               |                                         |
| 3 Desembre 04:22:04  | MASCOT | DLR / CNES                                  | Heliocèntrica                            | Mòdul de descens a asteroide             |                               |                                         |
| 3 Desembre 04:22:04  | Shin'en 2 | Kyutech                                     | Heliocèntrica                            | Tecnologia                               | En òrbita                     | Operacional                             |
| 3 Desembre 04:22:04  | Despatch (Artsat 2) | Tamabi / UT                                 | Heliocèntrica                            | Tecnologia                               | En òrbita                     | Operacional                             |
| 3 Desembre 04:22:04  | Procyon | UT                                          | Heliocèntrica                            | Tecnologia/sobrevol d'asteroide          | En òrbita                     | Operacional                             |
| 5 Desembre 12:05:00  | Delta IV-H | Delta IV-H                                  | Cape Canaveral SLC-37B                   | Cape Canaveral SLC-37B                   | United Launch Alliance        | United Launch Alliance                  |
| 5 Desembre 12:05:00  | EFT-1 | NASA                                        | Transatmosfèric                          | Tecnologia                               | 16:29                         | Reeixit                                 |
| 5 Desembre 12:05:00  | Primer vol de prova de la nau espacial Orion |                                             |                                          |                                          |                               |                                         |
| 6 Desembre 20:40:07  | Ariane 5 ECA | Ariane 5 ECA                                | Kourou ELA-3                             | Kourou ELA-3                             | Arianespace                   | Arianespace                             |
| 6 Desembre 20:40:07  | DirecTV-14 | DirecTV                                     | Geosíncrona                              | Comunicacions                            | En òrbita                     | Operacional                             |
| 6 Desembre 20:40:07  | GSAT-16 | ISRO                                        | Geosíncrona                              | Comunicacions                            | En òrbita                     | Operacional                             |
| 7 Desembre 03:26:04  | Llarga Marxa 4B | Llarga Marxa 4B                             | Taiyuan LC-9                             | Taiyuan LC-9                             | SAST                          | SAST                                    |
| 7 Desembre 03:26:04  | CBERS-4 | CASC/INPE                                   | Terrestre Baixa (SSO)                    | Teledetecció                             | En òrbita                     | Operacional                             |
| 10 Desembre 19:33:03 | Llarga Marxa 4C | Llarga Marxa 4C                             | Jiuquan LA-4/SLS-2                       | Jiuquan LA-4/SLS-2                       | SAST                          | SAST                                    |
| 10 Desembre 19:33:03 | Yaogan 25A | CNSA                                        | Terrestre Baixa                          | ELINT                                    | En òrbita                     | Operacional                             |
| 10 Desembre 19:33:03 | Yaogan 25B | CNSA                                        | Terrestre Baixa                          | ELINT                                    | En òrbita                     | Operacional                             |
| 10 Desembre 19:33:03 | Yaogan 25C | CNSA                                        | Terrestre Baixa                          | ELINT                                    | En òrbita                     | Operacional                             |
| 11 Desembre 19:11    | Black Brant IX | Black Brant IX                              | White Sands                              | White Sands                              | NASA                          | NASA                                    |
| 11 Desembre 19:11    | FOXSI | UC Berkeley                                 | Suborbital                               | Investigació solar                       | 11 Desembre                   | Reeixit                                 |
| 11 Desembre 19:11    | Apogeu: 338 km |                                             |                                          |                                          |                               |                                         |
| 13 Desembre 03:19:00 | Atlas V 541 | Atlas V 541                                 | Vandenberg SLC-3E                        | Vandenberg SLC-3E                        | United Launch Alliance        | United Launch Alliance                  |
| 13 Desembre 03:19:00 | USA-259 (NRO L-35) | NRO                                         | Molniya                                  | ELINT                                    | En òrbita                     | Operacional                             |
| 13 Desembre 03:19:00 | Llançament del NRO núm. 35 |                                             |                                          |                                          |                               |                                         |
| 15 Desembre 00:16:00 | Proton-M/Briz-M | Proton-M/Briz-M                             | Baikonur Site 81/24                      | Baikonur Site 81/24                      | International Launch Services | International Launch Services           |
| 15 Desembre 00:16:00 | Yamal-401 | Gazprom Space Systems                       | Geosíncrona                              | Comunicacions                            | En òrbita                     | Operacional                             |
| 16 Desembre          | Blue Sparrow | Blue Sparrow                                | F-15 Eagle, Israel                       | F-15 Eagle, Israel                       | IAF                           | IAF                                     |
| 16 Desembre          | | Força Aèria d'Israel                        | Suborbital                               | Objectiu d'ABM                           | 16 Desembre                   | Reeixit                                 |
| 16 Desembre          | Objectiu d'Arrow-3, llançament de l'Interceptor es va cancel·lar, Apogeu: ~100 km? |                                             |                                          |                                          |                               |                                         |
| 18 Desembre 04:00:00 | GSLV Mk III | GSLV Mk III                                 | Satish Dhawan SLP                        | Satish Dhawan SLP                        | ISRO                          | ISRO                                    |
| 18 Desembre 04:00:00 | CARE | ISRO                                        | Suborbital                               | Vol de prova                             | 18 Desembre                   | Reeixit                                 |
| 18 Desembre 04:00:00 | Primer vol del GSLV Mk III. vol de prova suborbital amb un tram superior de mentida i una càpsula de prova ISRO Orbital Vehicle Apogeu: 125,5 km |                                             |                                          |                                          |                               |                                         |
| 18 Desembre 18:37:00 | Soiuz-STB/Fregat | Soiuz-STB/Fregat                            | Kourou ELS                               | Kourou ELS                               | Arianespace                   | Arianespace                             |
| 18 Desembre 18:37:00 | O3b FM9 | O3b Networks                                | Terrestre Mitjana                        | Comunicacions                            | En òrbita                     | Operacional                             |
| 18 Desembre 18:37:00 | O3b FM10 | O3b Networks                                | Terrestre Mitjana                        | Comunicacions                            | En òrbita                     | Operacional                             |
| 18 Desembre 18:37:00 | O3b FM11 | O3b Networks                                | Terrestre Mitjana                        | Comunicacions                            | En òrbita                     | Operacional                             |
| 18 Desembre 18:37:00 | O3b FM12 | O3b Networks                                | Terrestre Mitjana                        | Comunicacions                            | En òrbita                     | Operacional                             |
| 19 Desembre 04:43:33 | Strela | Strela                                      | Baikonur Site 175/59                     | Baikonur Site 175/59                     | Roskosmos                     | Roskosmos                               |
| 19 Desembre 04:43:33 | Kondor-E | Roskosmos/DoD                               | Terrestre Baixa                          | Imatgeria per radar                      | En òrbita                     | Operacional                             |
| 23 Desembre 05:57:00 | Angara A5/Briz-M | Angara A5/Briz-M                            | Plesetsk Site 35/1                       | Plesetsk Site 35/1                       | VKO                           | VKO                                     |
| 23 Desembre 05:57:00 | IPM | VKO                                         | Geosíncrona                              | Vol de prova                             | En òrbita                     | Operacional                             |
| 23 Desembre 05:57:00 | Vol inaugural of Angara A5 |                                             |                                          |                                          |                               |                                         |
| 25 Desembre 03:01:13 | Soiuz-2.1b | Soiuz-2.1b                                  | Plesetsk Site 43/4                       | Plesetsk Site 43/4                       | RVSN RF                       | RVSN RF                                 |
| 25 Desembre 03:01:13 | Kosmos 2502 (Lotos-S) | VKO                                         | Terrestre Baixa                          | ELINT                                    | En òrbita                     | Operacional                             |
| 26 Desembre 08:02    | RS-24 Iars | RS-24 Iars                                  | Plesetsk                                 | Plesetsk                                 | RVSN                          | RVSN                                    |
| 26 Desembre 08:02    | | RVSN                                        | Suborbital                               | Prova de míssil                          | 26 Desembre                   | Reeixit                                 |
| 26 Desembre 18:55:50 | Soiuz-2.1b | Soiuz-2.1b                                  | Baikonur Site 31/6                       | Baikonur Site 31/6                       | Roskosmos                     | Roskosmos                               |
| 26 Desembre 18:55:50 | Resurs-P No.2 | Roskosmos                                   | Terrestre Baixa (SSO)                    | Teledetecció                             | En òrbita                     | Operacional                             |
| 27 Desembre 03:22:04 | Llarga Marxa 4B | Llarga Marxa 4B                             | Taiyuan LA-9                             | Taiyuan LA-9                             | SAST                          | SAST                                    |
| 27 Desembre 03:22:04 | Yaogan 26 | CNSA                                        | Terrestre Baixa (SSO)                    | Reconeixement                            | En òrbita                     | Operacional                             |
| 27 Desembre 21:37:49 | Proton-M/Briz-M | Proton-M/Briz-M                             | Baikonur Site 200/39                     | Baikonur Site 200/39                     | International Launch Services | International Launch Services           |
| 27 Desembre 21:37:49 | Astra 2G | SES S.A.                                    | Geosíncrona                              | Comunicacions                            | En òrbita                     | Operacional                             |
| 31 Desembre 01:02:04 | Llarga Marxa 3A | Llarga Marxa 3A                             | Xichang LA-2                             | Xichang LA-2                             | CAST                          | CAST                                    |
| 31 Desembre 01:02:04 | Fengyun 2-08 | CMA                                         | Geosíncrona                              | Meteorologia                             | En òrbita                     | Operacional                             |

## Encontres espacials
| Data (GMT)  | Nau espacial         | Esdeveniment                                       | Comentaris |
| ----------- | -------------------- | -------------------------------------------------- | --- |
| 1 Gener     | Cassini              | 98è sobrevol de Tità                               | Acostament màxim: 1400 km. |
| 2 Febrer    | Cassini              | 99è sobrevol de Tità                               | Acostament màxim: 1236 km. |
| 6 Març      | Cassini              | 100è sobrevol de Tità                              | Acostament màxim: 1500 km. |
| 7 Abril     | Cassini              | 101è sobrevol de Tità                              | Acostament màxim: 963 km. |
| 17 Maig     | Cassini              | 102è sobrevol de Tità                              | Acostament màxim: 2994 km. |
| 18 Juny     | Cassini              | 103è sobrevol de Tità                              | Acostament màxim: 3659 km. |
| 20 Juliol   | Cassini              | 104è sobrevol de Tità                              | Acostament màxim: 5103 km. |
| 6 Agost     | Rosetta              | Entra a l'òrbita de 67P/Churyumov–Gerasimenko      | El primer satèl·lit artificial d'un cometa. L'òrbita inicial era de 100 km d'altura i es va reduir a 30 quilòmetres fins al 10 de Setembre. |
| 10 Agost    | ISEE-3/ICE           | sobrevol de la Terra i la Lluna                    | Acostament màxim a la Terra: 178400 km, acostament màxim a la Lluna: 15938 km. |
| 21 Agost    | Cassini              | 105è sobrevol de Tità                              | Acostament màxim: 964 km. |
| 21 Setembre | Cassini              | 106è sobrevol de Tità                              | Acostament màxim: 1400 km. |
| 22 Setembre | MAVEN                | Injecció en òrbita areocèntrica                    | L'òrbita preliminar va ser de 380 km x 44600 km, inclinat a 75 graus a l'equador. |
| 24 Setembre | Mars Orbiter mission | Injecció en òrbita areocèntrica                    | Primera missió de l'Índia a Mart, l'òrbita preliminar va ser de 422 km x 76994 km, inclinat a 150 graus a l'equador. |
| 23 Octubre  | Cassini              | 107è sobrevol de Tità                              | Acostament màxim: 1013 km. |
| 28 Octubre  | Chang'e 5-T1         | sobrevol lunar en una trajectòria de lliure retorn | Acostament màxim: 13.000 km. |
| 12 Novembre | Philae               | Aterratge a 67P/Churyumov–Gerasimenko              | Primer aterratge suau en el nucli de cometa. La missió va ser interrompuda quan les condicions d'aterratge van resultar que els seus panells solars estaven fora de posició, esgotant les bateries del mòdul d'aterratge. Es van poder recollir dades. |
| 10 Desembre | Cassini              | 108è sobrevol de Tità                              | Acostament màxim: 980 km. |

## Activitats extravehiculars
| Inici Data/Temps | Duració           | Fi    | Nau espacial              | Tripulació                            | Comentaris |
| ---------------- | ----------------- | ----- | ------------------------- | ------------------------------------- | --- |
| 27 Gener 14:00   | 6 hores 8 minuts  | 20:08 | Expedició 38/39 EEI Pirs  | Oleg Kotov Sergey Ryazansky           | Es va instal·lar la High Resolution Camera (HRC) en el SM Plane IV; es va instal·lar el Medium Resolution Camera (MRC) en el SM Plane IV; es va fotografiar els connectors elèctrics en els panells d'enllaços connectors ФП11 i ФП19 del SM; es va retirar l'adaptador Worksite Interfaces (WIF) del SSRMS LEE B; es va recuperar el contenidor de casset СКК #2-СО del DC-1. |
| 23 Abril 13:56   | 1 hora 36 minuts  | 15:32 | Expedició 39/40 EEI Quest | Richard Mastracchio Steven Swanson    | Es va substituir una unitat de Multiplexer/Demultiplexer (MDM) avariada en l'estructura S0; també van ser eliminats dos cordons de les portes de Secundary Power Distribution Assembly (SPDA). |
| 19 Juny 14:10    | 7 hores 23 minuts | 21:33 | Expedició 40/41 EEI Pirs  | Alexander Skvortsov Oleg Artemyev     | Es va instal·lar un conjunt d'antenes automatitzades per fases utilitzades per al sistema de comandament i telemetria de Rússia, es va moure una part de l'experiment Obstanovka que controla les partícules i plasma carregades en òrbita terrestre baixa, verificant la correcta instal·lació de la plataforma universal de treball (universal work platform o URM-D), prenent mostres d'una de les finestres del Zvezda, i expulsant un marc d'experiment.                                    |
| 18 Agost 14:02   | 5 hores 11 minuts | 19:13 | Expedició 40/41 EEI Pirs  | Alexander Skvortsov Oleg Artemyev     | Es va llançar el cubesat Chasqui-1 a l'espai; es van instal·lar diversos experiments (l'experiment biològic EXPOSE-R2, la unitat de control de dipòsit i pinçament de ploma o Plume Impingement and Deposit Monitoring unit), es van recuperar els experiments (panell d'exposició de materials Vinoslivost, experiment biològic Biorisk), es va canviar el casset en l'experiment SKK i es va instal·lar una barra de mà a una antena.                                                          |
| 7 Octubre 12:30  | 6 hores 13 minuts | 18:43 | Expedició 41/42 EEI Quest | Reid Wiseman Alexander Gerst          | Es va traslladar un mòdul de bomba avariat a una posició permanent d'emmagatzematge, es va instal·lar una font d'alimentació de reserva pel Transportador Mòbil (Mobile Transporter) i es va substituir una llum en el braç robòtic. |
| 15 Octubre 12:16 | 6 hores 34 minuts | 18:50 | Expedició 41/42 EEI Quest | Reid Wiseman Barry E. Wilmore         | Es va canviar una unitat de derivació seqüencial ("sequential shunt unit" o SSU) avariada per un sistema d'energia de 3A, es va mourere l'eina de puntal/restricció del peu portable articulat ("portable foot restraint/tool stanchion" o APFR/TS), es va retirar el port de càmera (CP) 7, es va traslladar el transceptor extern de sistema de vídeo sense fil (wireless video system external transceiver assembly o WETA) del CP8 al CP11, es va instal·lar un grup de càmera de TV al CP8. |
| 22 Octubre 13:28 | 3 hores 38 minuts | 17:06 | Expedició 41/42 EEI Pirs  | Maksim Surayev Aleksandr Samokutyayev | Es va retirar i expulsar l'experiment Radiometriya del Pla II del Zvezda, es va retirar la coberta protectora de l'experiment EXPOSE-R, es van prender mostres de l'exterior de la Pirs en la finestra de l'escotilla extravehicular 2 (experiment TEST), es van retirar i expulsar dos antenes KURS 2ACф1-1 i 2ACф1-2 del Poisk, es va fotografiar l'exterior del segment rus de l'EEI. |

## Resum de llançaments orbitals

### Per país
| País                         | Llançaments | Èxits | Fracassos | Fracassos parcials | Comentaris                                       |
| ---------------------------- | ----------- | ----- | --------- | ------------------ | ------------------------------------------------ |
| Europa                       | 7           | 7     | 0         | 0                  |                                                  |
| Índia                        | 4           | 4     | 0         | 0                  |                                                  |
| Israel                       | 1           | 1     | 0         | 0                  |                                                  |
| Japó                         | 4           | 4     | 0         | 0                  |                                                  |
| República Popular de la Xina | 16          | 16    | 0         | 0                  |                                                  |
| Rússia                       | 37          | 34    | 1         | 2                  | Inclou Sea Launch (1) i Soiuz des de Kourou (4). |
| Estats Units                 | 23          | 22    | 1         | 0                  |                                                  |

### Per coet

#### Per familia
| Família          | País                         | Llançaments | Èxits | Fracassos | Fracassos parcials | Comentaris    |
| ---------------- | ---------------------------- | ----------- | ----- | --------- | ------------------ | ------------- |
| Angara           | Rússia                       | 1           | 1     | 0         | 0                  | Vol inaugural |
| Antares          | Estats Units                 | 3           | 2     | 1         | 0                  |               |
| Ariane           | Europa                       | 6           | 6     | 0         | 0                  |               |
| Atlas            | Estats Units                 | 9           | 9     | 0         | 0                  |               |
| Delta            | Estats Units                 | 5           | 5     | 0         | 0                  |               |
| Enérguia         | Ucraïna / Rússia             | 1           | 1     | 0         | 0                  |               |
| Falcon           | Estats Units                 | 6           | 6     | 0         | 0                  |               |
| H-II             | Japó                         | 4           | 4     | 0         | 0                  |               |
| Kuaizhou         | República Popular de la Xina | 1           | 1     | 0         | 0                  |               |
| Llarga Marxa     | República Popular de la Xina | 15          | 15    | 0         | 0                  |               |
| R-7              | Rússia                       | 22          | 21    | 0         | 1                  |               |
| R-36             | Ucraïna                      | 2           | 2     | 0         | 0                  |               |
| SLV              | Índia                        | 4           | 4     | 0         | 0                  |               |
| Shavit           | Israel                       | 1           | 1     | 0         | 0                  |               |
| Universal Rocket | Rússia                       | 11          | 9     | 1         | 1                  |               |
| Vega             | Europa                       | 1           | 1     | 0         | 0                  |               |

#### Per tipus
| Coet           | País                         | Família          | Llançaments | Èxits | Fracassos | Fracassos parcials | Comentaris    |
| -------------- | ---------------------------- | ---------------- | ----------- | ----- | --------- | ------------------ | ------------- |
| Angara A5      | Rússia                       | Angara           | 1           | 1     | 0         | 0                  | Vol inaugural |
| Antares        | Estats Units                 | Antares          | 3           | 2     | 1         | 0                  |               |
| Ariane 5       | Europa                       | Ariane           | 6           | 6     | 0         | 0                  |               |
| Atlas V        | Estats Units                 | Atlas            | 9           | 9     | 0         | 0                  |               |
| Delta II       | Estats Units                 | Delta            | 1           | 1     | 0         | 0                  |               |
| Delta IV       | Estats Units                 | Delta            | 4           | 4     | 0         | 0                  |               |
| Dnepr          | Ucraïna                      | R-36             | 2           | 2     | 0         | 0                  |               |
| Falcon 9       | Estats Units                 | Falcon 9         | 6           | 6     | 0         | 0                  |               |
| GSLV           | Índia                        | SLV              | 1           | 1     | 0         | 0                  |               |
| Kuaizhou       | República Popular de la Xina | Kuaizhou         | 1           | 1     | 0         | 0                  |               |
| PSLV           | Índia                        | SLV              | 3           | 3     | 0         | 0                  |               |
| H-IIA          | Japó                         | H-II             | 4           | 4     | 0         | 0                  |               |
| Llarga Marxa 2 | República Popular de la Xina | Llarga Marxa     | 6           | 6     | 0         | 0                  |               |
| Llarga Marxa 3 | República Popular de la Xina | Llarga Marxa     | 2           | 2     | 0         | 0                  |               |
| Llarga Marxa 4 | República Popular de la Xina | Llarga Marxa     | 7           | 7     | 0         | 0                  |               |
| Proton         | Rússia                       | Universal Rocket | 8           | 6     | 1         | 1                  |               |
| Shavit         | Israel                       | Shavit           | 1           | 1     | 0         | 0                  |               |
| Soiuz          | Rússia                       | R-7              | 22          | 21    | 0         | 1                  |               |
| UR-100         | Rússia                       | Universal Rocket | 3           | 3     | 0         | 0                  |               |
| Vega           | Europa                       | Vega             | 1           | 1     | 0         | 0                  |               |
| Zenit          | Ucraïna                      | Enérguia         | 1           | 1     | 0         | 0                  |               |

#### Per configuració
| Coet                   | País                         | Tipus          | Llançaments | Èxits | Fracassos | Fracassos parcials | Comentaris          |
| ---------------------- | ---------------------------- | -------------- | ----------- | ----- | --------- | ------------------ | ------------------- |
| Angara A5/Briz-M       | Rússia                       | Angara         | 1           | 1     | 0         | 0                  | Vol inaugural       |
| Antares 120            | Estats Units                 | Antares        | 2           | 2     | 0         | 0                  |                     |
| Antares 130            | Estats Units                 | Antares        | 1           | 0     | 1         | 0                  | Vol inaugural       |
| Ariane 5 ECA           | Europa                       | Ariane 5       | 5           | 5     | 0         | 0                  |                     |
| Ariane 5 ES            | Europa                       | Ariane 5       | 1           | 1     | 0         | 0                  |                     |
| Atlas V 401            | Estats Units                 | Atlas V        | 7           | 7     | 0         | 0                  |                     |
| Atlas V 541            | Estats Units                 | Atlas V        | 2           | 2     | 0         | 0                  |                     |
| Delta II 7320          | Estats Units                 | Delta II       | 1           | 1     | 0         | 0                  |                     |
| Delta IV Medium+ (4,2) | Estats Units                 | Delta IV       | 3           | 3     | 0         | 0                  |                     |
| Delta IV Heavy         | Estats Units                 | Delta IV       | 1           | 1     | 0         | 0                  |                     |
| Dnepr-1                | Ucraïna                      | R-36           | 2           | 2     | 0         | 0                  |                     |
| Falcon 9 v1.1          | Estats Units                 | Falcon 9       | 6           | 6     | 0         | 0                  |                     |
| GSLV Mk.II             | Índia                        | GSLV           | 1           | 1     | 0         | 0                  | Primer vol amb èxit |
| PSLV CA                | Índia                        | PSLV           | 1           | 1     | 0         | 0                  |                     |
| PSLV XL                | Índia                        | PSLV           | 2           | 2     | 0         | 0                  |                     |
| H-IIA 202              | Japó                         | H-IIA          | 4           | 4     | 0         | 0                  |                     |
| Kuaizhou               | República Popular de la Xina | Kuaizhou       | 1           | 1     | 0         | 0                  |                     |
| Llarga Marxa 2C        | República Popular de la Xina | Llarga Marxa 2 | 4           | 4     | 0         | 0                  |                     |
| Llarga Marxa 2D        | República Popular de la Xina | Llarga Marxa 2 | 2           | 2     | 0         | 0                  |                     |
| Llarga Marxa 3A        | República Popular de la Xina | Llarga Marxa 3 | 1           | 1     | 0         | 0                  |                     |
| Llarga Marxa 3C        | República Popular de la Xina | Llarga Marxa 3 | 1           | 1     | 0         | 0                  |                     |
| Llarga Marxa 4B        | República Popular de la Xina | Llarga Marxa 4 | 4           | 4     | 0         | 0                  |                     |
| Llarga Marxa 4C        | República Popular de la Xina | Llarga Marxa 4 | 3           | 3     | 0         | 0                  |                     |
| Proton-M/Briz-M        | Rússia                       | Proton         | 8           | 6     | 1         | 1                  |                     |
| Rókot/Briz-KM          | Rússia                       | UR-100         | 2           | 2     | 0         | 0                  |                     |
| Shavit-2               | Israel                       | Shavit         | 1           | 1     | 0         | 0                  |                     |
| Soiuz-2.1a             | Rússia                       | Soiuz          | 3           | 3     | 0         | 0                  |                     |
| Soiuz-2.1a/Fregat      | Rússia                       | Soiuz          | 2           | 2     | 0         | 0                  |                     |
| Soiuz-2.1b             | Rússia                       | Soiuz          | 2           | 2     | 0         | 0                  |                     |
| Soiuz-2.1b/Fregat      | Rússia                       | Soiuz          | 7           | 6     | 0         | 1                  |                     |
| Soiuz-FG               | Rússia                       | Soiuz          | 4           | 4     | 0         | 0                  |                     |
| Soiuz-U                | Rússia                       | Soiuz          | 4           | 4     | 0         | 0                  |                     |
| Strela                 | Rússia                       | UR-100         | 1           | 1     | 0         | 0                  |                     |
| Vega                   | Europa                       | Vega           | 1           | 1     | 0         | 0                  |                     |
| Zenit-3SL              | Ucraïna / Rússia             | Zenit          | 1           | 1     | 0         | 0                  |                     |

### Per zona de llançament
| Lloc              | País                         | Llançaments | Èxits | Fracassos | Fracassos parcials | Comentaris |
| ----------------- | ---------------------------- | ----------- | ----- | --------- | ------------------ | ---------- |
| Baikonur          | Kazakhstan                   | 21          | 19    | 1         | 1                  |            |
| Cape Canaveral    | Estats Units                 | 16          | 16    | 0         | 0                  |            |
| Dombarovsky       | Rússia                       | 2           | 2     | 0         | 0                  |            |
| Kourou            | França                       | 11          | 10    | 0         | 1                  |            |
| Jiuquan           | República Popular de la Xina | 8           | 8     | 0         | 0                  |            |
| MARS              | Estats Units                 | 3           | 2     | 1         | 0                  |            |
| Ocean Odyssey     | Internacional                | 1           | 1     | 0         | 0                  |            |
| Palmachim Airbase | Israel                       | 1           | 1     | 0         | 0                  |            |
| Plesetsk          | Rússia                       | 9           | 9     | 0         | 0                  |            |
| Satish Dhawan     | Índia                        | 4           | 4     | 0         | 0                  |            |
| Taiyuan           | República Popular de la Xina | 6           | 6     | 0         | 0                  |            |
| Tanegashima       | Japó                         | 4           | 4     | 0         | 0                  |            |
| Vandenberg        | Estats Units                 | 4           | 4     | 0         | 0                  |            |
| Xichang           | República Popular de la Xina | 2           | 2     | 0         | 0                  |            |

### Per òrbita
| Règim orbital             | Llançaments | Èxits | Fracassos | Aconseguit accidentalment | Comentaris                                                                                |
| ------------------------- | ----------- | ----- | --------- | ------------------------- | ----------------------------------------------------------------------------------------- |
| Transatmosfèric           | 1           | 1     | 0         | 0                         | Desplegats en una òrbita transatmosfèrica a través d'òrbites terrestres baixes i mitjanes |
| Terrestre Baixa           | 50          | 49    | 1         | 0                         | 14 a l'EEI (1 error)                                                                      |
| Terrestre Mitjana         | 9           | 8     | 0         | 1                         |                                                                                           |
| Geosíncrona/Transferència | 28          | 26    | 1         | 1                         |                                                                                           |
| Terrestre alta            | 3           | 3     | 0         | 0                         |                                                                                           |
| Òrbita heliocèntrica      | 1           | 1     | 0         | 0                         |                                                                                           |